# Krnov
Krnov (německy Jägerndorf, polsky Karniów nebo Krnów, latinsky Carnovia) je hornoslezské město v Moravskoslezském kraji, 22 km severozápadně od Opavy a 18 km severovýchodně od Bruntálu, v podhůří Nízkého Jeseníku. Leží na soutoku řek Opavy a Opavice, v těsné blízkosti hranic s Polskem. Žije zde přibližně 23 tisíc obyvatel. Krnov je 49. největším městem České republiky.
Historie města sahá až do 13. století, kdy také Krnov získal městská práva. Oblast je ovšem skoro bez přerušení osídlena již od doby kamenné. Na přelomu 19. a 20. století došlo ve městě k prudkému rozvoji textilní výroby, která však postupně z větší části upadla. Konec druhé světové války přinesl odsun velké části obyvatelstva.
V dnešní době je Krnov sídlem výrobce textilní galanterie Pega nebo nápojů Kofola. Na území města se nachází celá řada pamětihodností a historických objektů, např. Krnovská synagoga, koncertní síň sv. Ducha, kostel sv. Martina, kostel sv. Benedikta, klášter Minoritů, kostel Panny Marie Sedmibolestné na Cvilíně a další. Sídlí zde také okresní archiv a pobočka okresního soudu. Město je členem sdružení Mikroregion Krnovsko. Sousedními obcemi sídla jsou Býkov-Láryšov, Město Albrechtice, Úvalno, Hošťálkovy a Brantice.

## Název města
První písemně doložený název Kyrnow pochází z roku 1240 a je odvozen od osobního jména Krn, pomocí přivlastňovací přípony -ov, slezsky: Karńůw (Krnov). V překladu tedy název znamenal „Krnův majetek (hrad)“. Německý název Jegerdorf („lovecká ves“) je poprvé zaznamenán v roce 1253, zvolen byl zřejmě pro hláskovou blízkost jménu českému. V roce 1281 se objevil název Jegerndorf, ze kterého se vyvinulo pozdější Jägerndorf. Latinské označení Carnovia, které vzniklo z české předlohy, pochází z roku 1316 jako Karnovia. V druhé polovině 19. století se objevuje tvar Krňov.
Název města Krnov se také vyskytuje i v jiných jazycích: polsky Krnów (od 1945) nebo Karniów (staropolské označení Krnova, dodnes používané); řecky Κρνοβ, Krnov; v jidiš קרנאוו‎, Krnov, יעגערנדארף‎, Jegerndorf.

## Poloha
Město Krnov je významným centrem západní části Moravskoslezského kraje. Na severu a východě sousedí se státní hranicí (gmina Głubczyce a Branice), na jihu s Úvalnem a Býkovem-Láryšovem, na západě s Branticemi a na severozápadě s Hošťálkovy a Městem Albrechticemi. Od krajského města Ostravy je vzdáleno 51 km a od hlavního města Prahy 296 km.

## Přírodní poměry

### Krajina města

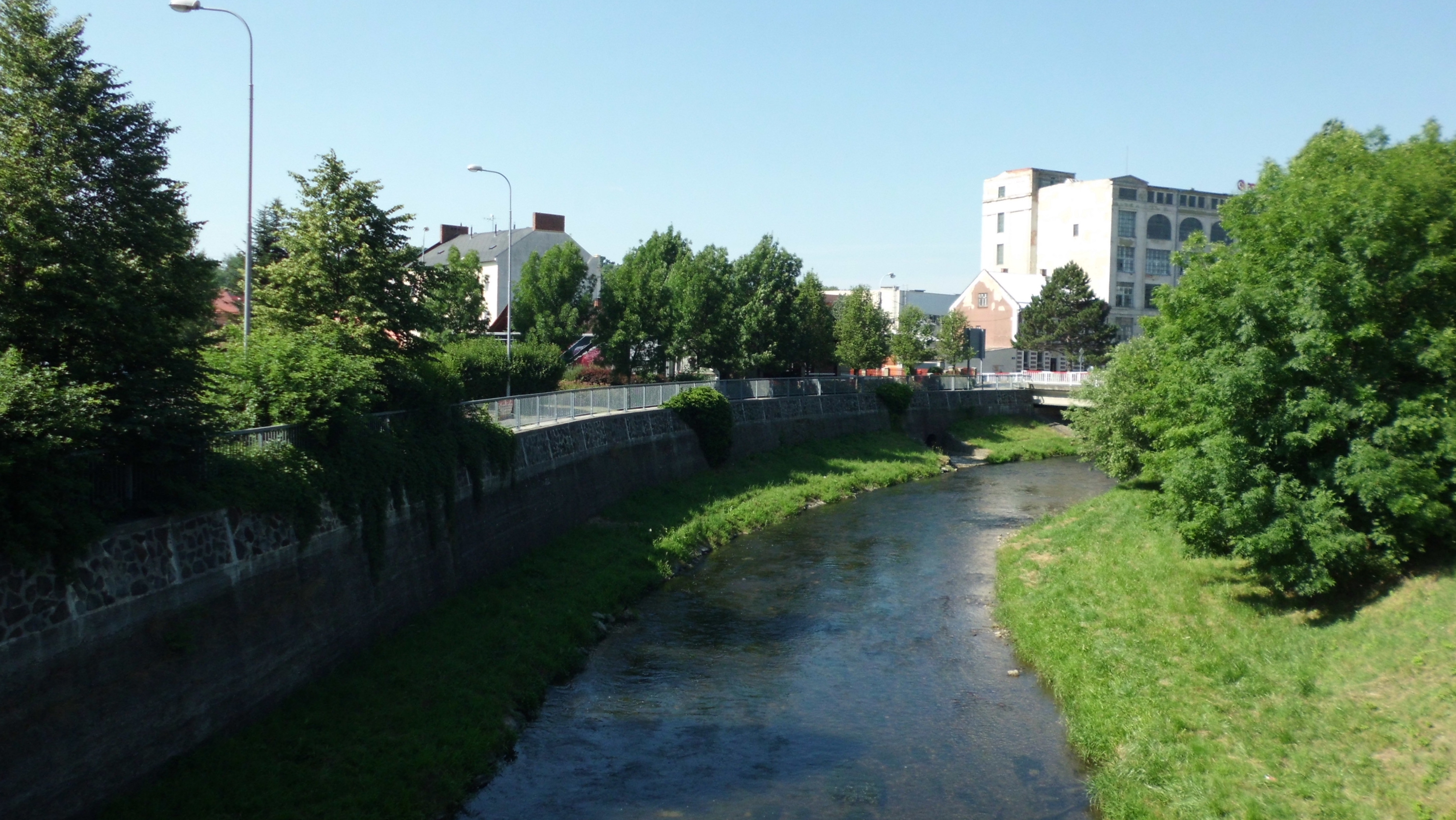
Řeka Opava

Krnov se rozkládá na severovýchodním úpatí Nízkého Jeseníku, v průměrné nadmořské výšce 316 m n. m. Nejvýraznějším (ne však nejvyšším) přírodním výškovým bodem je vrch Cvilín, jehož Přední Cvilínský kopec (441 m n. m.), s kamennou rozhlednou a barokním kostelem Panny Marie Sedmibolestné a Povýšení svatého Kříže, pata rozhledny je ve výšce 436 m n. m. Cvilínský vrch se rozkládá jihovýchodně od centra města. Z rozhledny tohoto kopce lze dohlédnout na další dva výškové body města – Bezručův vrch (390 m n. m.) a vrch Vyhlídka (550 m n. m.), na kterém se nachází nově postavená dřevěná rozhledna. Nejvyšších poloh dosahuje území města na severozápadě nad Ježníkem (Bednářský vrch na hranici s Branticemi 588 m n. m., Tříslový vrch na hranici s Hošťálkovy 566 m n. m.) Vyhlídka (553/552 m n. m.) s rozhlednou, výraznými dominantami jsou dále Kostelecký vrch nad Kostelcem (472/473 m n. m.) a vedle Předního Cvilínského kopce rovněž Zadní Cvilínský kopec (423 m n. m.).
Geomorfologicky patří katastr města Krnova ke dvěma různým provinciím a třem celkům: východní okrajová část při Červeném Dvoře k provincii Středoevropská nížina, subprovincii Středopolské nížiny, oblasti Slezská nížina (geomorfologický celek Opavská pahorkatina, podcelek Poopavská nížina), jižní a západní část k provincii Česká vysočina, subprovincii Krkonošsko-jesenické (Sudetské), oblasti Jesenické (Východosudetské) (geomorfologický celek Nízký Jeseník, podcelek Brantická vrchovina, na severozápadě též geomorfologický celek Zlatohorská vrchovina podcelek Jindřichovská pahorkatina). Právě ke Zlatohorské vrchovině náleží vlastní střed města. Dle publikace Vyšší geomorfologické jednotky České republiky je nejvyšším bodem geomorfologického celku Opavská pahorkatina vrstevnice 340 m n. m. jihovýchodně od vrchu Hradisko/Přední Cvilínský kopec. Vrch Hradisko/Přední Cvilínský kopec má 441 m n. m. a nachází se 2,5 km jihovýchodně od města Krnov v okrese Bruntál.
Území Krnova patří do povodí Odry, resp. Opavy. Opava přitéká na území města ze západu od Brantic a obtéká centrum města z jihu. V Horním předměstí, cca 1000 m od centra, přijímá ze severozápadu od Města Albrechtic přitékající Opavici a poté se obrací k jihu. Opavice a od soutoku s ní Opava tvoří východní hranici města a současně přírodní státní hranici Česka s Polskem; pouze Horní předměstí se nachází na pravé straně těchto toků. Jižní hranici území Krnova oproti Úvalnu tvoří Hájnický potok. Ještě před vstupem do samotného města přijímá řeka Opavice zprava postupně několik drobných, východozápadně směřujících toků: Kobylí potok protékající Krásnými Loučkami, potok Hůrka s rybníky Chomýž I (lidově Rusák) a Chomýž II) ústící do Opavice v Chomýži a Ježnický potok protékající Ježníkem; levým přítokem Opavice je Mohla (polsky Potok Mokry). Levé přítoky Opavy v Krnově jsou Kostelecký potok, Opavice, Trmantický potok (ZVHS užívá název Thirmický potok, slezsky Potok Tiermięcicki) tekoucí od polské vesnice Ciermięcice a Obecní potok tekoucí z Obecního kopce (nebo Czeska Hórka). Pravé přítoky Opavy v Krnově jsou Guntramovický potok, Mlýnský náhon a Hájnický potok. Největší vodní plochou města je Petrův rybník (lidově Balaton) poblíž osady Petrův Důl.
Území města pokrývá z více než třetiny orná půda, z více než čtvrtiny les a z desetiny travnaté plochy (louky a pastviny). Další velká část je pokryta městskou zelení (zahrady a sady zaujímají 5 % katastru). Samotné centrum obsahuje „zelenou“ odpočinkovou zónu s lavičkami a porostem. Blízko centra můžeme také nalézt několik parků, např. Smetanovy sady (nachází se zde socha Bedřicha Smetany od Vincence Havla), Dvořákovy sady a Městský park. 22,5 % katastru představují zastavěné a ostatní (např. průmyslové) plochy.

### Přírodní zajímavosti
Severně od města, v ZSJ Bažantnice v části obce Pod Bezručovým vrchem a zároveň v k. ú. Krnov-Horní předměstí, přibližně na ploše 4,39 ha se rozkládá přírodní památka Staré hliniště. Jedná se o opuštěné hliniště bývalé cihelny, které se stalo útočištěm mnoha chráněných živočišných a rostlinných druhů. Můžeme zde nalézt několik druhů čolků a žab, ptáků (např. skřivan lesní, žluva hajní) a také několik druhů rostlin (např. vemeník dvoulistý). Na místě se nachází centrum ekologické výchovy.
Na území bývalé obce Chařová, dnes jihovýchodní „místní část“ Krnova, se nachází Chářovský park. Tento rozsáhlý park byl založen v roce 1899 a později byl řazen mezi dendrologicky nejvýznamnější parky v okrese Bruntál. Pokrývá plocha cca 2,2 ha, část plochy zabírají kaskádové jezírka a říčky. Na počátku své existence fungoval park jako sbírka, která byla přístupná jen vybraným návštěvám. Po druhé světové, jako spousta parků tohoto druhu v českém pohraničí, začal postupně chátrat a došlo k odumření mnoha vzácných druhů rostlin a dřevin. V 70. letech došlo k částečné rekonstrukci parku a výsadbě dřevin. V roce 1997 zasáhla Krnov ničivá povodeň, která zaplavila téměř celé město. Způsobila škody ve výši 440 milionů korun. Padlo za oběť sto stromů v městských parcích a velké ztráty utrpěly také městské lesy. Po této události proběhla výrazná rekonstrukce parku. Flóru zdejšího parku tvoří několik druhů jehličnanů – smrk ajanský, jinan dvoulaločný, Borovice Jeffreyova, mnoho druhů cypřišků a další. Z listnatých stromů lze můžeme nalézt javor dlanitolistý, vzácnější a stálezelenou bobkovišeň lékařskou a cesmínu obecnou, dále pak americký jasan a mnoho dalších.

## Obyvatelstvo

### Počet obyvatel
Podle údajů z roku 2006 bylo ve městě k trvalému pobytu (nebo jakémukoliv platnému pobytu cizince, azylanta) přihlášeno 25 513 obyvatel, z toho 10 449 mužů nad 15 let, 1 953 chlapců do 15 let, 11 304 žen nad 15 let, 1 807 dívek do 15 let.
V roce 1939 žilo v Krnově 24 175 obyvatel a město vzkvétalo po kulturní i průmyslové stránce. V politickém okrese Krnov (něm. Politischer Bezirk Jägerndorf), resp. od r. 1938 venkovském okrese Jägerndorf (Landkreis Jägerndorf) v roce 1939 žilo 61 777 obyvatel. Podle záznamů zásobovací agendy žilo v Krnově po osvobození 6 540 osob české a slovenské národnosti. V květnu roku 1947 žilo v Krnově již 16 335 obyvatel. Co se týče rozvoje obyvatel v okrese Krnov, tak v roce 1946 zde žilo 25 780 obyvatel a při sčítání lidu 22. května 1947 bylo zjištěno v okrese Krnov 34 552 obyvatel a na konci roku již 35 901 obyvatel. Od tohoto roku přibývá v okrese každoročně 1000 obyvatel. V roce 1948 už měl okres Krnov 37 476 obyvatel.
| Vývoj počtu obyvatel od roku 1834 |                |
| Rok                               | Počet obyvatel |
| 1834                              | 5 456          |
| 1869                              | 10 644         |
| 1880                              | 14 247         |
| 1890                              | 17 502         |
| 1900                              | 18 399         |
| 1910                              | 20 909         |
| 1921                              | 21 648         |
| 1930                              | 24 075         |
| 1936                              | ~25 000        |
| 1939                              | 24 174         |
| III. 1945                         | ~2000          |
| 1947                              | 16 335         |
| 1950                              | 18 956         |
| 1965                              | 22 224         |
| 1970                              | 22643          |
| 1971                              | 22 663         |
| 1972                              | 23 299         |
| 1973                              | 23 960         |
| 1974                              | 24 473         |
| 1975                              | 24 981         |
| 1976                              | 25 128         |
| 1977                              | 25 687         |
| 1978                              | 25 773         |
| 1979                              | 25 828         |
| 1980                              | 26 225         |
| 1981                              | 25 654         |
| 1982                              | 25 938         |
| 1983                              | 26 064         |
| 1984                              | 26 052         |
| 1985                              | 26 056         |
| 1986                              | 26 054         |
| 1987                              | 26 085         |
| 1988                              | 26 029         |
| 1989                              | 25 975         |
| 1990                              | 25 969         |
| 1991                              | 25 512         |
| 1992                              | 25 665         |
| 1993                              | 25 810         |
| 1994                              | 25 948         |
| 1995                              | 26 055         |
| 1996                              | 26 078         |
| 1997                              | 26 163         |
| 1998                              | 26 178         |
| 1999                              | 26 049         |
| 2000                              | 25 993         |
| 2001                              | 25 761         |
| 2002                              | 25 713         |
| 2003                              | 25 654         |
| 2004                              | 25 547         |
| 2005                              | 25 442         |
| 2006                              | 25 282         |
| 2007                              | 25 141         |
| 2008                              | 25 211         |
| 2009                              | 25 090         |
| 2010                              | 25 059         |
| 2011                              | 24 858         |
| 2012                              | 24 658         |
| 2013                              | 24 518         |
| 2014                              | 24 315         |
| 2015                              | 24 175         |
| 2016                              | 23 992         |
| 2017                              | 23 762         |
| 2018                              | 23 595         |
| 2019                              | 23 397         |
| 2020                              | 23 257         |
| 2021                              | 22 893         |
| 2022                              | 22 665         |
| 2023                              | 22 848         |
| Zdroj: ČSÚ, citace                |                |

### Struktura populace

Věková struktura obyvatel obce Krnov roku 2011
Rodinný stav obyvatel obce Krnov roku 2011
Vzdělání obyvatel obce Krnov roku 2011

## Vedení města
Starostou města je Ing. Tomáš Hradil, prvním místostarostou je Ing. Miroslav Binar a druhou místostarostkou je Bc. Monika Dudová.

## Členění města

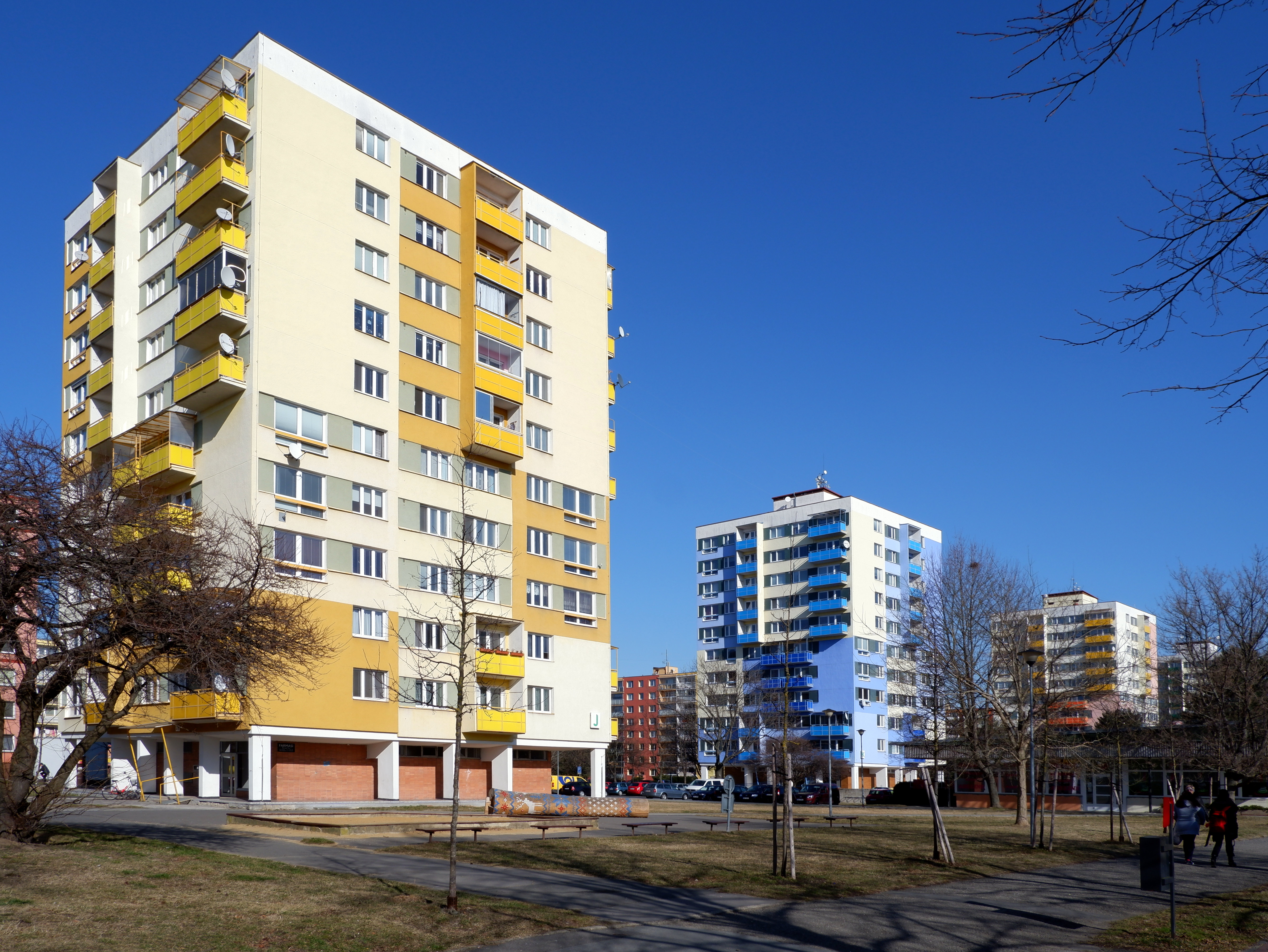
Sídliště Pod Cvilínem

Do 31. prosince 1978 se město Krnov členilo na tyto části obce: Guntramovice, Chomýž, Ježník, Krásné Loučky, Krnov, Mariánské Pole. Všechna tato sídla i nadále existují, přestože již některá nemají status části obce. Od 30. dubna 1976 do 31. prosince 1991 byla dnešní obec Býkov-Láryšov částí obce Krnov pod názvem Býkov.
Od 1. ledna 1979 jsou zde oficiálně evidovány tři části obce, které vymezením odpovídají třem katastrálním územím, avšak mají odlišné názvy.
- Část obce Pod Bezručovým vrchem je tvořena katastrálním územím Krnov-Horní Předměstí a zahrnuje části města na levém břehu řeky Opavy: centrum města, Horní Předměstí (a zahrádkářské osady Horní Předměstí, Vysoký břeh, Riviéra, U hranice, Svornost, Rybník a U lesní školky), Hlubčické Předměstí, Mlýnský Dvůr, Ježník, Kostelec (na obou březích Opavy),
- Část obce Pod Cvilínem je tvořena katastrálním územím Opavské Předměstí a zahrnuje části města na pravém břehu Opavy: Opavské Předměstí, Sídliště Pod Cvilínem, průmyslová zóna Vrbina, Mariánské Pole, Petrův Důl, Pod Cvilínem, Papírový Mlýn, Červený Dvůr, Guntramovice
- Část obce Krásné Loučky je tvořena stejnojmenným katastrálním územím. Vesnice Krásné Loučky leží asi 5 km severozápadně od jádra Krnova, místní část zahrnuje ještě osady (vesnice) Kobylí a Chomýž.

## Rozšířená působnost města
Krnov je obec s rozšířenou působností. Městský úřad Krnov vykonává také přenesenou působnost v rozsahu jemu svěřeném zvláštními zákony na území stanoveném vyhláškou Ministerstva vnitra č. 388/2002 Sb. Jde o jeden ze tří správních obvodů rozšířené působnosti obcí v okrese Bruntál v Moravskoslezském kraji. Zahrnuje města Krnov, Janov a Město Albrechtice a dalších 22 obcí. Ve správním obvodu obce s rozšířenou působností Krnov jsou 3 správní obvody obce s pověřeným obecním úřadem (Krnov, Město Albrechtice, Osoblaha). Celkem území správního obvod zahrnuje tyto obce:
Bohušov, Brantice, Býkov-Láryšov, Čaková, Dívčí Hrad, Heřmanovice, Hlinka, Holčovice, Hošťálkovy, Janov, Jindřichov, Krasov, Krnov, Lichnov, Liptaň, Město Albrechtice, Osoblaha, Petrovice, Rusín, Slezské Pavlovice, Slezské Rudoltice, Třemešná, Úvalno, Vysoká a Zátor.

## Česko-německo-polské názvy v Krnově
| český název                                               | německý název                 | polský název                                    |
| --------------------------------------------------------- | ----------------------------- | ----------------------------------------------- |
| Bezručův vrch („Mohyla“)                                  | Hanselberg                    | Wierch Bezrucza                                 |
| Býkov                                                     | Pickau                        | Byków                                           |
| Červený Dvůr                                              | Roter Bau                     | Czerwony Dwór                                   |
| Dolní Hájnický rybník                                     | Unterer Hegerteich            | Dolny Staw Hajnicki                             |
| Guntramovice                                              | Güntersdorf                   | Guntramowice                                    |
| Hájnický potok                                            | Hegersbach                    | Strumień Hajnicki                               |
| Hlubčické předměstí („Hlubčák“)                           | Leobschützer Vorstadt         | Przedmieście Głubczyckie                        |
| Horní předměstí                                           | Obere Vorstadt, Ober-Vorstadt | Przedmieście Górne                              |
| Hradisko (Hrad, Burgberk, Hradní kopec, Svatá hora)       | Burgberg                      | Grodzisko                                       |
| Chařová                                                   | Krotendorf                    | Charzowa                                        |
| Chomýž                                                    | Komeise                       | Chomiąża (dříve Chomiż)                         |
| Ježník                                                    | Mösnig                        | Jeżnik                                          |
| Kobylí                                                    | Kohlbach                      | Kobyłe                                          |
| Kostelec                                                  | Weißkirch (1910 Weiskirch)    | Kościelec                                       |
| Krásné Loučky (1869–1880 Kobylé též Loučky)               | Schönwiese                    | Krasne Pole (dříve Łączki nebo Krasne Łączki)   |
| Krnov                                                     | Jägerndorf                    | Karniów, Krnów                                  |
| Láryšov                                                   | Larischau                     | Laryszów                                        |
| Mariánské Pole                                            | Marienfeld                    | Mariańskie Pole („Mariackie Pole“)              |
| Mlýnský Dvůr                                              | Mahlhof (Mohla)               | Młyński Dwór                                    |
| Na Obecním kopci                                          | Am Gemeindeberg               |                                                 |
| Obecní kopec                                              | Gemeindeberg, Gemeinde Berg   | Czeska Górka, Barania Kopa (Górka czeska)       |
| Opava („Opavice“, „Černá Opavice“, „Opa“)                 | Oppa („Oppawitz“)             | Opawa („Opawica“, „Opa“)                        |
| Opavice („Zlatá Opavice“, „Zlatá Opa“)                    | Goldoppa („Oppawitz“)         | Opawica („Złota Opawica“, „Złota Opa“)          |
| Opavské předměstí                                         | Troppauer Vorstadt            | Przedmieście Opawskie                           |
| Papírový Mlýn (Papírna)                                   | Papiermühle                   |                                                 |
| Petrův důl                                                | Petersgrund                   | Dół Piotra                                      |
| Petrův rybník („Balaton“, „Balas“)                        | Petersteich                   | Staw Piotra                                     |
| Pod Bezručovým vrchem                                     | Unter dem Hanselberg          | Pod Wierchem Bezruča                            |
| Pod Cvilínem                                              | Unter dem Burgberg            | Pod Cwilinem                                    |
| Přední Cvilínský kopec („vrch Cvilín“)                    | Burgberg                      | Przedni Cwiliński Kopiec („Wierch Cwilin“)      |
| Šelenburk, Šelemburk / Cvilín / Lobenštejn                | Schellenburg / Lobenstein     | Szelenburk, Szelemburk / Cwilin / Lobensztejn   |
| Trmantický potok („Thirmický potok“, „Čírměnčický potok“) | Türmitzer Bach                | Potok Ciermięcicki                              |
| Ve Vrbině                                                 | Weidenmühle                   |                                                 |
| Vnitřní Město                                             | Innere Stadt                  |                                                 |
| Vysoký Břeh (Na Vysokém Břehu)                            | Hohes Uffer                   |                                                 |
| Zadní Cvilínský kopec (Šelemburk, Šelenburk, „Šelas“)     | Schellenberg                  | Tylny Cwiliński Kopiec (Szelenburk, Szelemburk) |

## Historie

Mapa Krnova kolem roku 1730

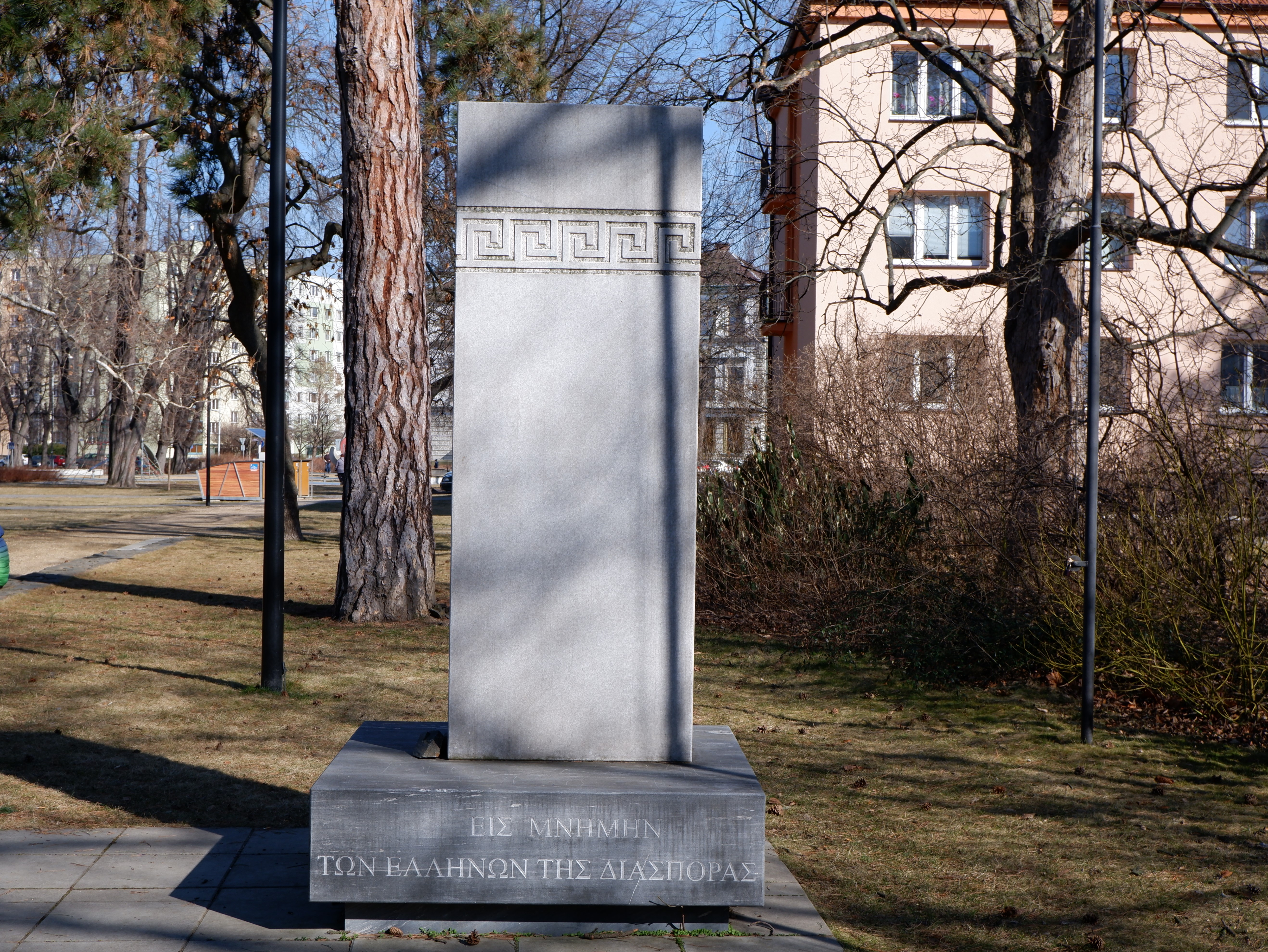
Památník řeckým občanům Krnova

První zmínka o Krnovu pochází z roku 1240. Městská práva získal okolo roku 1253. Po rozdělení Slezska v roce 1742 se Krnov stal pohraničním městem a tím i vojenskou pevností. Nejbouřlivější rozvoj Krnova nastal na konci 19. a na počátku 20. století, kdy ve městě vyrostlo mnoho velkých textilních továren, celý okolní kraj prosperoval, počet obyvatel stoupl až na 30 000. V letech 1938 až 1945 byl Krnov v důsledku uzavření Mnichovské dohody přičleněn k nacistickému Německu. V roce 1945 bylo město bombardováno Rudou armádou a osvobozeno 8. května 1945. Krnov bránila 68. pěší divize Wehrmachtu. Její velitel, generál Paul Scheuerpflug, zůstal v bojích do poslední chvíle a byl těžce zraněn 8.května 1945 v poslední přestřelce, která proběhla na Cvilíně. Z toho důvodu již nemohl ustoupit s ostatními a byl zajat ruskou armádou. V dobré pozici nebyl, protože Rusi věděli moc dobře koho zajali. Paul Scheuerpflug se zúčastnil a byl vyznamenán řádem Železného kříže za aktivní obranu při bojích na Dukle na straně nacistického Německa. Byl zajat sovětskými jednotkami 8. května 1945 byl poslán bloku 21. nemocnice v Osvětimi, která byla narychlo vybudována v bývalém nacistickém koncentračním táboře, kde nepanovaly příliš dobré podmínky. V Osvětimské nemocnici zemřel. Po válce byli němečtí obyvatelé odsunuti. Místo nich sem přicházeli lidé z různých míst Československa, v padesátých letech se zde usadilo mnoho Řeků, kteří prchali před občanskou válkou (viz Řecká menšina v Česku).

### Největší požár Krnova
Na Zelený čtvrtek dne 1. dubna 1779 krnovští obyvatelé zpozorovali požár. Ze začátku hořelo na třech místech – střecha minoritského kláštera a vojenského lazaretu v ulici Vodní a jedna stáj. Největším ohniskem byla klášterní budova, ze které přešel plamen na vedlejší kostel, na kterém shořela střecha i s věžemi, zvony se zcela roztavily. Odtud se oheň šířil všude okolo po celém městě. Požár nezasáhl pouze kostel sv. Ducha (nyní koncertní síň). Byly to nejsmutnější Velikonoce, které Krnov a jeho obyvatele potkaly. Oheň poničil majetek obyvatel a také mnoho kulturních a uměleckých památek, které ztratily na svých hodnotách a architektonické čistotě.
Dne 28. srpna téhož roku navštívil Krnov syn Marie Terezie císař Josef II., na kterého zapůsobilo zničené město zdrcujícím dojmem, proto přispěl 300 dukátů. Dále na obnovu města přispěla 40 000 zlatých císařovna, olomoucký arcibiskup i neznámí dobrovolníci. Ale i tak byla městská rada ve špatné finanční situaci. Městu zůstal jen zlomek jeho původního majetku. Nepodařilo se vypátrat, kdo požár způsobil, ačkoliv z jeho založení měšťané podezřívali Prusy, kteří se údajně měli mstít, že Rakušané poškodili a zapálili město Prudník.

### Socialistické názvy krnovských ulic
| dnešní český název                                                      | socialistický název                                        | německý název               |
| ----------------------------------------------------------------------- | ---------------------------------------------------------- | --------------------------- |
| Centrální park (za bazénem a za hypermarketem Albert), též Městský park | park Lidových milicí                                       |                             |
| Chářovský park, též Chařovský park                                      | park Československo-sovětského přátelství                  |                             |
| Československé armády                                                   | Československé lidové armády                               | Bennischer Strasse          |
| Mikulášská ulice                                                        | třída Sovětské armády                                      | Herzog-Nikolausstraße       |
| Nádražní ulice                                                          | Leninova ulice                                             | Bahnhofstraße               |
| náměstí Hrdinů                                                          | náměstí Hrdinů SSSR                                        |                             |
| náměstí Minoritů                                                        | náměstí Karla Marxe                                        | Minoritenplatz              |
| Revoluční ulice                                                         | Stalinova ulice / třída Generalissima Stalina ("Stalinka") | Hauptstraße                 |
| Seifertova ulice                                                        | ulice Julia Fučíka                                         | Kasern-Gasse                |
| Soukenická ulice                                                        | Gottwaldova třída                                          | Tempelring / Tuchmacherring |
| ulice Svatého Ducha                                                     | ulice 25. února                                            | Herrengasse                 |
| Svatováclavská ulice                                                    | ulice Antonína Zápotockého                                 | Venediger Straße            |
| Karnola                                                                 |                                                            |                             |

### Bývalé názvy krnovských ulic
| dnešní český název                                                 | dřívější český název | německý název                             |
| ------------------------------------------------------------------ | -------------------- | ----------------------------------------- |
| ulice Československé armády                                        | Benešovská ulice     | Bennischer Strasse                        |
| Dělnická ulice                                                     | Larischova ulice     | Larischgasse                              |
| ulice Hlubčická ulice (od zastávky Krnov-Cvilín ve směru z centra) | Trmantická ulice     | Türmitzer Straße                          |
| ulice E. F. Buriana                                                | Evangelická ulice    | Beudel-Gasse                              |
| ulice I. P. Pavlova                                                | Nemocniční ulice     | Krankenhaus Straße                        |
| Petrovická ulice                                                   |                      | Peterwitzer Straße / Zietenbuscher Straße |
| Seifertova ulice                                                   | Kasárenská ulice     | Kasernengasse                             |
| ulice 9. května                                                    | Skřivánčí ulice      | Klosterhofgasse                           |
| ulice Šmeralova                                                    | Soudní ulice         |                                           |

## Průmysl
Převažující textilní průmysl ve městě po pádu komunistického režimu v roce 1989 upadl, zachovala se jediná vyrábějící firma Pega, která se specializuje na výrobu textilní galanterie (stuhy, prýmky, elastické příze). Dále stojí nad propastí strojírenský závod Strojosvit (založený kdysi firmou Baťa), vyrábějící kožedělné stroje a zaměstnávající dříve podstatnou část obyvatel. Krnovské opravny a strojírny opravují železniční vozy a vyrábějí tramvaje. Celorepublikově známou firmou je firma Dakon, která vyrábí stejnojmenné kotle. Mezi velké firmy, které se dají označit slovy prosperující, patří Krnovské škrobárny, Velkopekárna Aspec, vyrábějící tyčinky Club, jež obdržely značku kvality Czech Made. Mezi menší firmy patří teplárenská firma Dalkia, ad.
- Dakon – Značka Dakon je od roku 2003 součástí koncernu Bosch, vyrábějí se zde kotle na tuhá paliva, elektrokotle a plynové stacionární kotle
- Pekárna Aspec – pekárna
- Kofola – firma vyrábějící sycené nealkoholické nápoje
- Nachmelená opice – řemeslný pivovar
- Bombus – výrobce raw energetických tyčinek
- Zvoska – distributor potravin pro gastronomii a maloobchod

V Krnově sídlí i firma Rieger-Kloss vyrábějící píšťalové varhany, která bývala jednou z nejznámějších. V březnu 2018 firma na sebe prostřednictvím jednatele Jakuba Škrbele podala insolvenční návrh.

## Školství

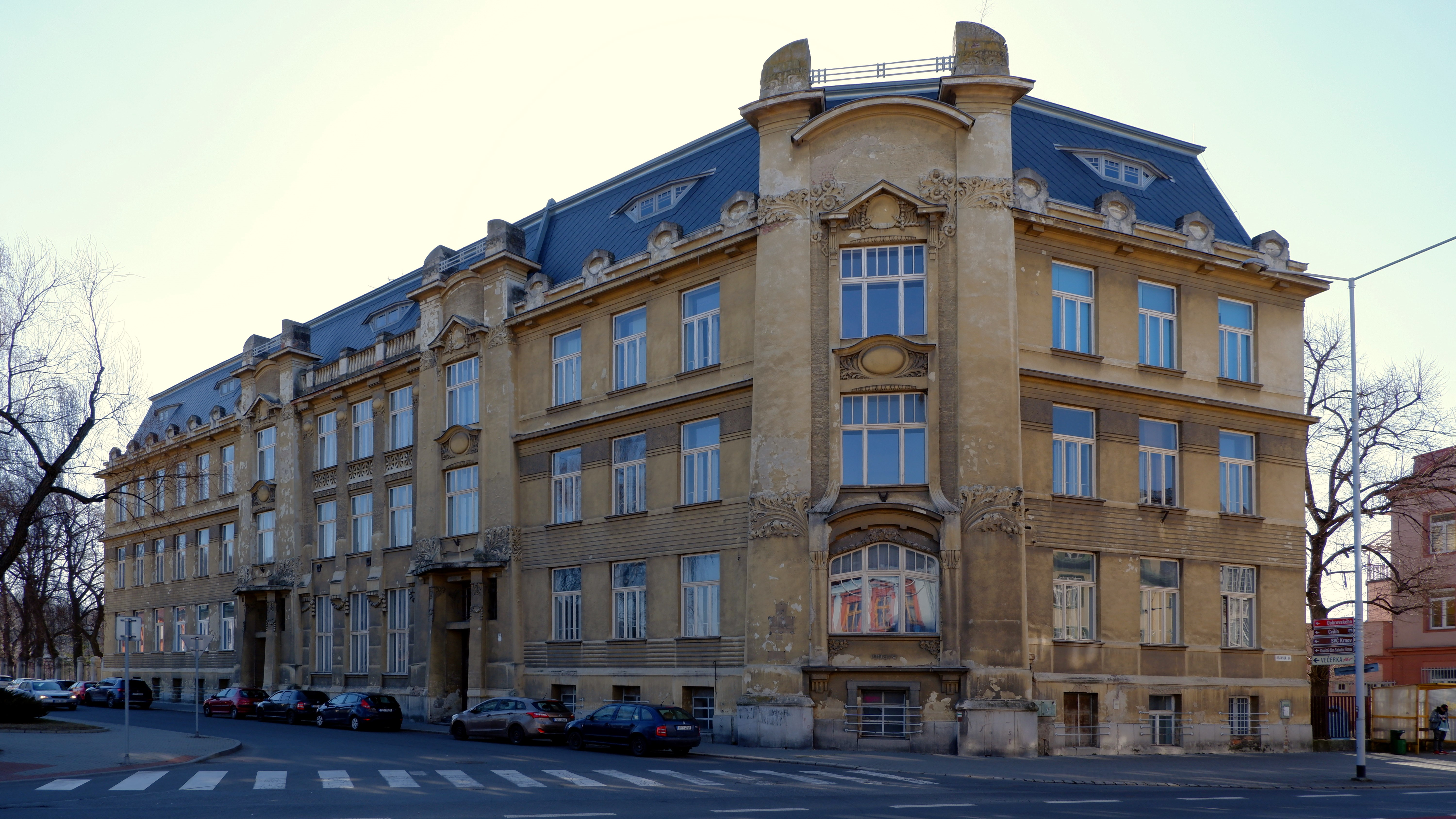
Bývalá Jubilejní škola v ulici Opavská/Dobrovského

V roce 1989 bylo ve městě 6 úplných základních škol a 2 školy pouze národní. Se zmenšujícím se počtem dětí ubývají také školy, v roce 2003 jsou zde 4 úplné základní školy. Střední školy jsou v Krnově Gymnázium, Střední škola průmyslová, Střední pedagogická a zdravotnická škola, Střední odborná škola dopravy a cestovního ruchu a soukromá Střední umělecká škola varhanářská. Dále jsou v Krnově dvě umělecké školy s obory výtvarnými, tanečními, hudebními a literárně dramatickými. Pro postižené děti je v Krnově Mateřská, základní a střední škola Slezské diakonie.

## Kultura
Kulturní aktivity města Krnova zahrnují pravidelný program řadu kulturních institucí i soukromých podniků, jako je Městské divadlo, Městské muzeum v Krnově, Městská knihovna, Kino Mír 70 Krnov nebo Kofola Music Club. Koordinaci kulturních aktivit a služeb v oblasti cestovního ruchu zajišťuje Městské informační a kulturní středisko Krnov. Pravidelně v dubnu se v Krnově koná tradiční festival 70mm filmů přejmenovaný na Krrr. První ročník festivalu proběhl v roce 2007, iniciátorem festivalu byl vedoucí kina Pavel Tomešek. Festival promítá jako jediný filmy výhradně na raritním 70mm formátu.

## Pamětihodnosti

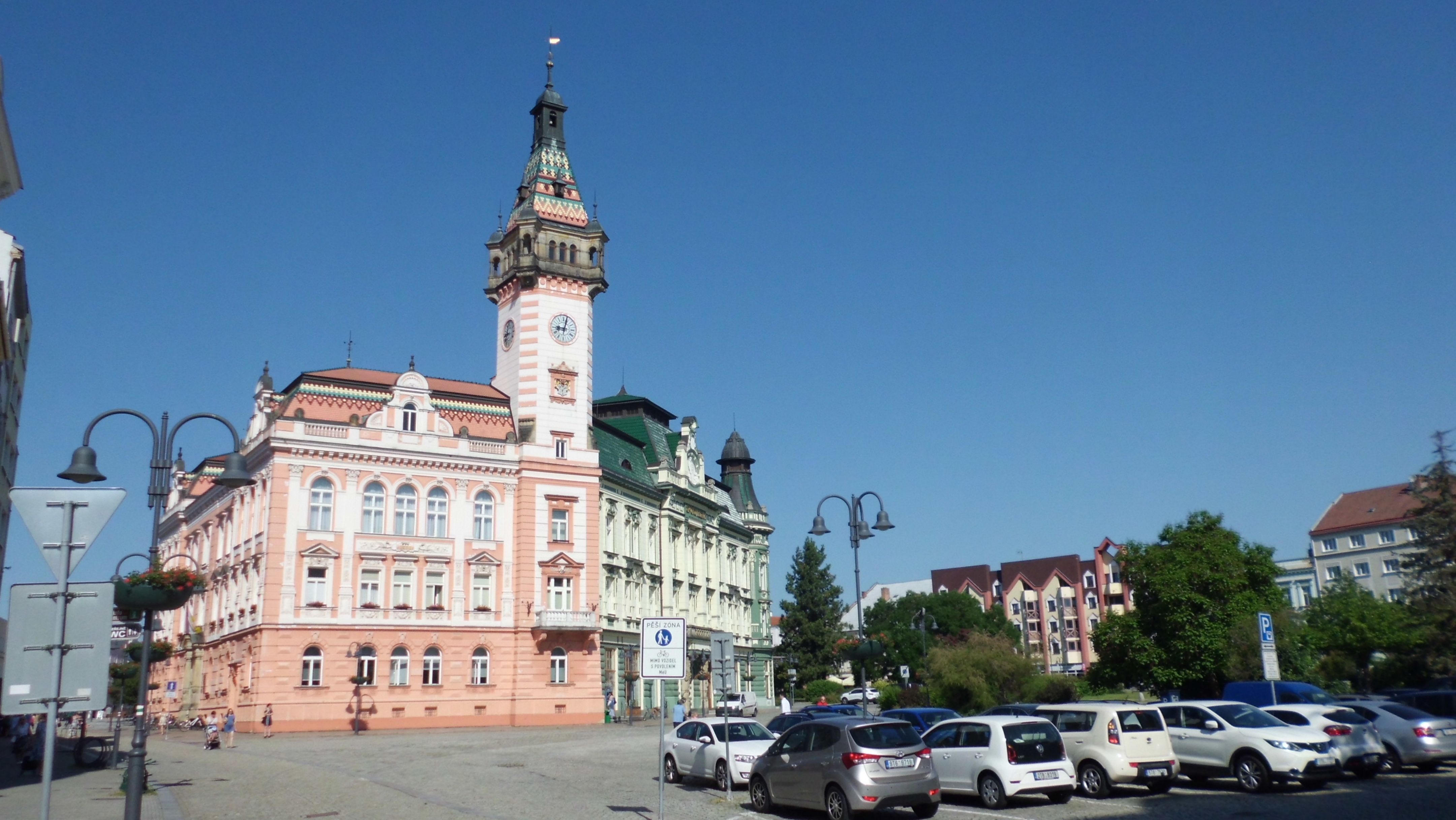
Radnice s přilehlou spořitelnou

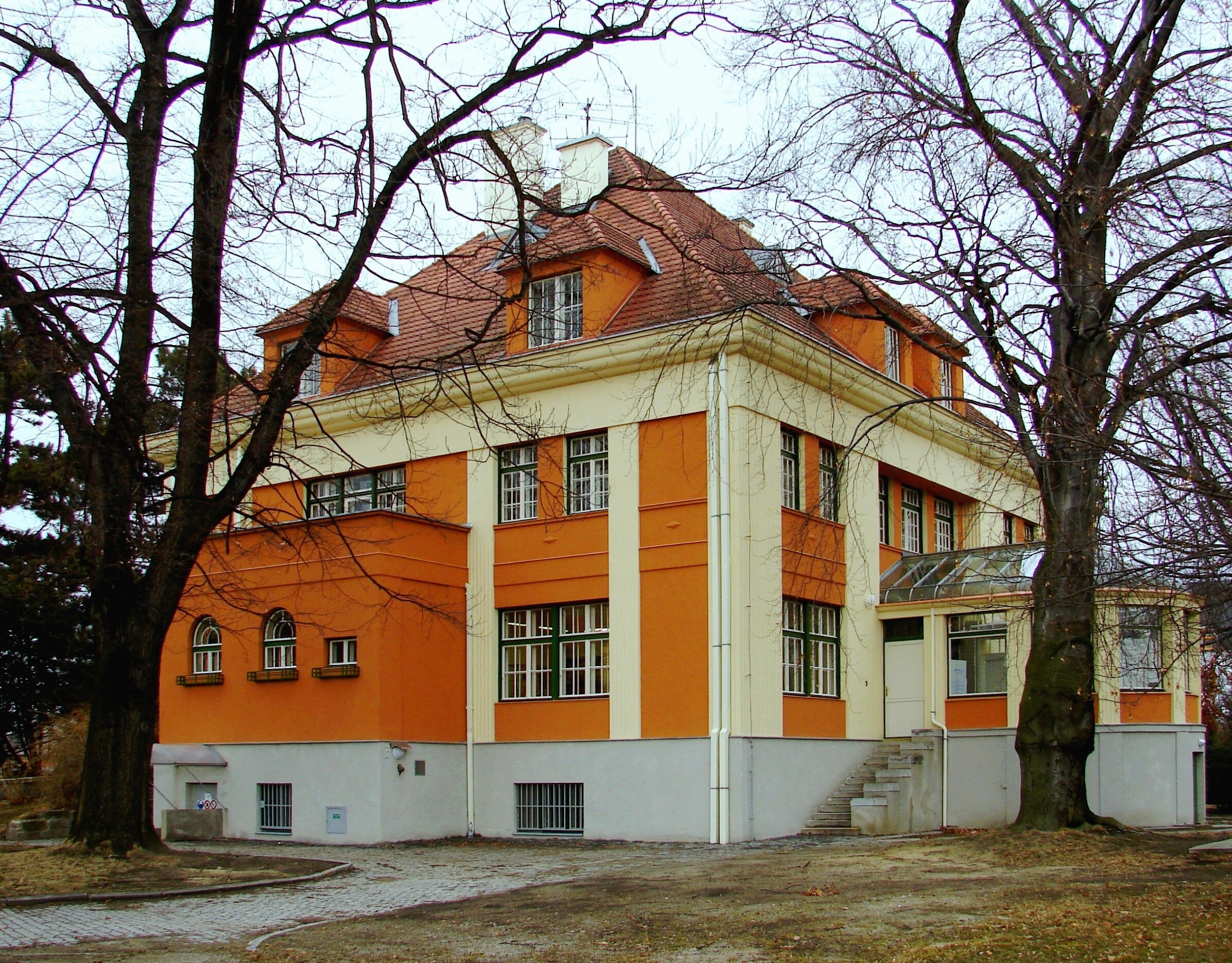
Flemmichova vila

- Poutní kostel Panny Marie Sedmibolestné a Povýšení svatého Kříže na Předním Cvilínském kopci s Křížovou cestou
- Liechtenštejnská rozhledna na Cvilíně
- Rozhledna Vyhlídka na Ježníku
- Kostel svatého Ducha, dnes koncertní síň
- Krnovská synagoga
- kostel svatého Martina
- Kostel Narození Panny Marie a klášter minoritů
- Kostel svatého Benedikta z Nursie, Kostelec, vzácné středověké malby
- Evangelický kostel
- Radnice se spořitelnou
- Bellakova vila
- Chlupačkova vila
- Flemmichova vila
- Střelecký dům (dnes Dům dětí a mládeže)
- Městské divadlo
- Památník Leopolda Bauera
- Chářovský park
- Gymnázium
- Židovský hřbitov
- Dům Evropy – Dům česko-německého porozumění
- zřícenina hradu Šelenburk (Cvilín, Lobenštejn)
- Mohyla s pamětní deskou k uctění Petra Bezruče, původně památník věnovaný Petru Roseggerovi
- Vila Rudolfa Larische
- Textilní továrna A. Larisch a synové / Karnola a. s. – budova bývalé přádelny s dílnou vzorkovny-dezinatura včetně strojního vybavení je Národní kulturní památkou
- Nýtovaný most přes řeku Opavu

## Doprava

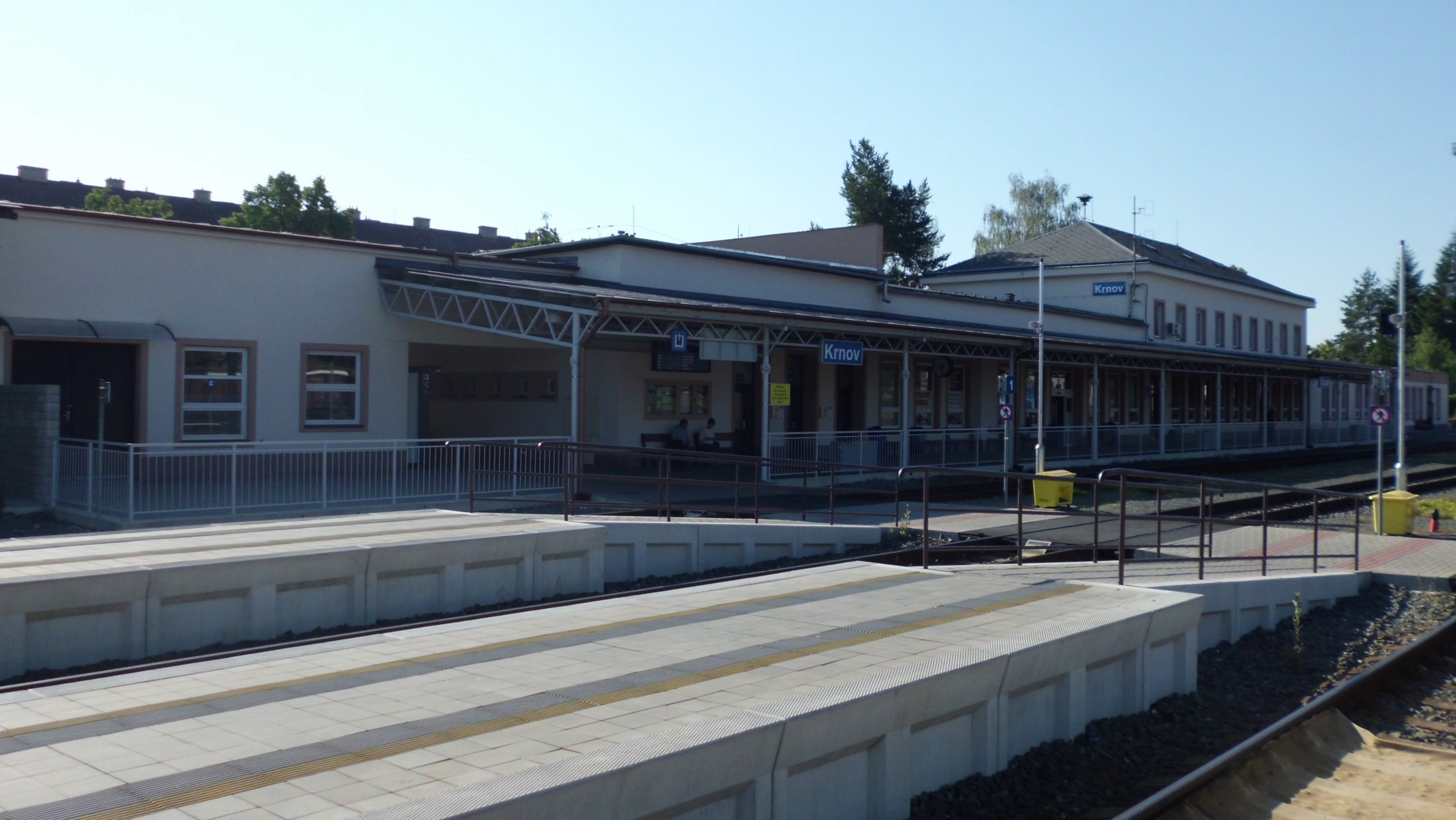
Železniční stanice

Krnov leží na silnici I/57, která spojuje Polsko a Slovensko. Severně od města se na této silnici nachází hraniční přechod Bartultovice, který slouží osobní a nákladní přeshraniční dopravě. Město také protíná silnice I/45, která spojuje Česko s polskými Hlubčicemi. Přechod Krnov – Pietrowice, jenž se nachází na této silnici, je situován v severní části města a slouží osobní a nákladní dopravě (do 3,5 t). Krnov disponuje přímým silničním spojením s Opavou, Bruntálem, Městem Albrechticemi, Jeseníkem a Horním Benešovem.
Městskou hromadnou dopravu zajišťuje šest autobusových linek (801 až 807) společnosti Arriva Morava. Od roku 2004 je MHD v Krnově začleněna do ostravského dopravního systému ODIS. Arriva Morava také provozuje dálkové autobusové linky, které spojují Krnov s Brnem, Ostravou a Jeseníkem. V letních měsících dále vypravuje tzv. Cyklobusy Jeseníky, v zimních tzv. Skibusy Jeseníky, které turistům, resp. lyžařům, umožňují přímé spojení Jeseníků s Krnovem a dalšími městy. Spojení s obcemi v okolí Krnova zajišťuje společnost Transdev Morava.
Krnovem prochází železniční trať Olomouc – Opava východ. Provoz na této neelektrifikované trati byl zahájen v roce 1872 Moravskoslezskou ústřední dráhou. Na území města se nachází železniční stanice Krnov, železniční zastávka Krnov-Cvilín a železniční zastávka Krásné-Loučky. Stanice Krnov je uzlovou stanicí, ze které je možné se dostat do Opavy, Olomouce, Głuchołaz a Jeseníku (Trať Šumperk–Krnov). Součástí této stanice bylo, dnes již zrušené, depo kolejových vozidel. Zastávka Krnov-Cvilín se nachází v blízkosti centra, na trati Krnov – Opava. Od roku 1873 až do konce 2. světové války také existovala železniční trať mezi Krnovem a slezskými Głubczycemi, po které jsou v Krnově dnes již patrné pouhé zbytky.
Jižně od centra města se nachází veřejné vnitrostátní letiště Letiště Krnov, které je vybaveno travnatou přistávací dráhou a sídlí na něm Aeroklub Krnov. Aeroklub poskytuje vyhlídkové lety nad Krnovem a širokém okolí, příznivci parašutismu mohou využívat služeb „paraklubu“, který taktéž sídlí na letišti. Sportovní letiště Aeroklub Krnov – od roku 1994 má statut veřejného vnitrostátního letiště pro mála sportovní letadla. Slouží zejména sportovním účelům, dále k protipožární prevenci, ochraně rostlin (zemědělství a lesnictví), vyhlídkovým vyhlídkovým letům a podnikatelům.

## Osobnosti
- Radek Bonk (* 1976), hokejista NHL, Mistr světa s českou hokejovou reprezentací z roku 1996.
- Jaroslav Sakala (* 1969) - Mistr světa v letech na lyžích a bronzový z olympiských her.

- Ivo Werner (* 1960), český tenista, který hrál v top 140 ATP světového žebříčku. Také se prosadil jako tenisový trenér. Trénoval Petra Kordu, konkrétně také v roce 1998, kdy se stal Korda vítězem Australian Open. Byl také trenérem švýcarského daviscupového týmu.
- Bratři Orffové - česká hudební skupina - cena Anděl za album roku 2013 (Album Šero) Cena hudební kritiky Apollo za nejlepší album roku 2013.
- Emanuel Thomas Peter (1799–1873),  rakouský malíř miniatur
- Adolf Korompay (1800–1864), rakouský architekt a stavitel
- František Rieger (1812–1886), rakouský tvůrce varhan, zakladatel slavné varhanářské dílny
- Carl Franz Benisch (1822–1896), rumunský architekt a hlavní architekt v Bukurešti
- Eduard Frank (1841–1906), krnovský stavitel
- Ernst Latzel (1844–1910), krnovský stavitel a architekt
- Leopold Bauer (1872–1938), český a rakouský architekt
- Grete Bergerová (1883–1944), německá herečka
- Robert Hohlbaum (1886–1955), německý knihovník, spisovatel a dramatik
- Florian Schmidt (* 1908-??), automobilový závodník a poslední majitel textilky Florian Schmidt a syn, továrna na vlněné zboží (1879–1948)
- Hanns Cibulka (1920–2004), německý spisovatel a básník
- Karel Brhel (1922–2006), příslušník československé zahraniční armády
- Vladimír Blucha (1931 v Mokrých Lazcích – 2020), historik, geograf a krnovský kronikář
- Karel Dospiva (1935–2012), ředitel ZUŠ a dirigent DOM Krnov
- Jiří Georg Dokoupil (* 1954), český malíř, kreslíř a grafik
- Zdeňka Šilhavá (* 1954), bývalá atletka a diskařka
- Jiří Meitner (* 1958 v Rýmařově), malíř a grafik, v Krnově navštěvoval Střední pedagogickou školu a maloval zde některá svá raná díla
- Vlasta Diblíková (* 1960), první kapitánka dopravního letadla v Česku
- Pavel Tomešek (1965–2022), vedoucí kina, propagátor filmu
- Petros Michopulos (* 1970), podnikatel, politický komentátor a marketér řeckého původu
- Ivan Gajdoš (* 1973), hudebník, písničkář (Bratři Orffové), ocenění Akademie populární hudby Anděl, cena hudební kritiky Apollo
- Tomáš Sobek (* 1974), právník a vysokoškolský učitel
- Ondřej Veselý (* 1976), starosta města Písku
- Monika Zoubková (* 1976), herečka
- Jana Bernášková (* 1981), herečka
- Petr Šmiřák (* 1982), herec, tubista a zpěvák
- Marek Kaleta (* 1989), hudebník
- Tereza Chlebovská (* 1990), Česká Miss 2012
- Jana Lexa († 2009), česko-německá výtvarnice
- Bohuslav z Krnova (cca 1330–1416) ,právník, profesor práva na univerzitě v Praze, děkan kapituly sv. Víta
- Georg Friedrich Gans (1697–1763), stavitel staveb v Krnově a okolí
- Pavel z Krnova (?–1377), biskup v Gurku, biskup Freissingu
- Adéla Petřeková (*1988), herečka a zpěvačka

## Partnerská města
- Hlubčice, Polsko (2001)
- Karben, Německo (2002)
- Lykovrysi-Pefki, Řecko (2002)
- Mińsk Mazowiecki, Polsko (2001)
- Nadvirna, Ukrajina (2011)
- Prudník, Polsko (2002)
- Rajec, Slovensko (2010)
- Saint-Egrève, Francie (1998)
- Ózd, Maďarsko (1998)
- Telšiai, Litva (2001)

### Družební města za socialismu
- Dubovka, Rusko
- Neustadt in Sachsen, Německo

### Patronát
Nad Krnovem má od 21. června 1954 patronát město Ansbach ve Středních Francích v Bavorsku.

## Galerie

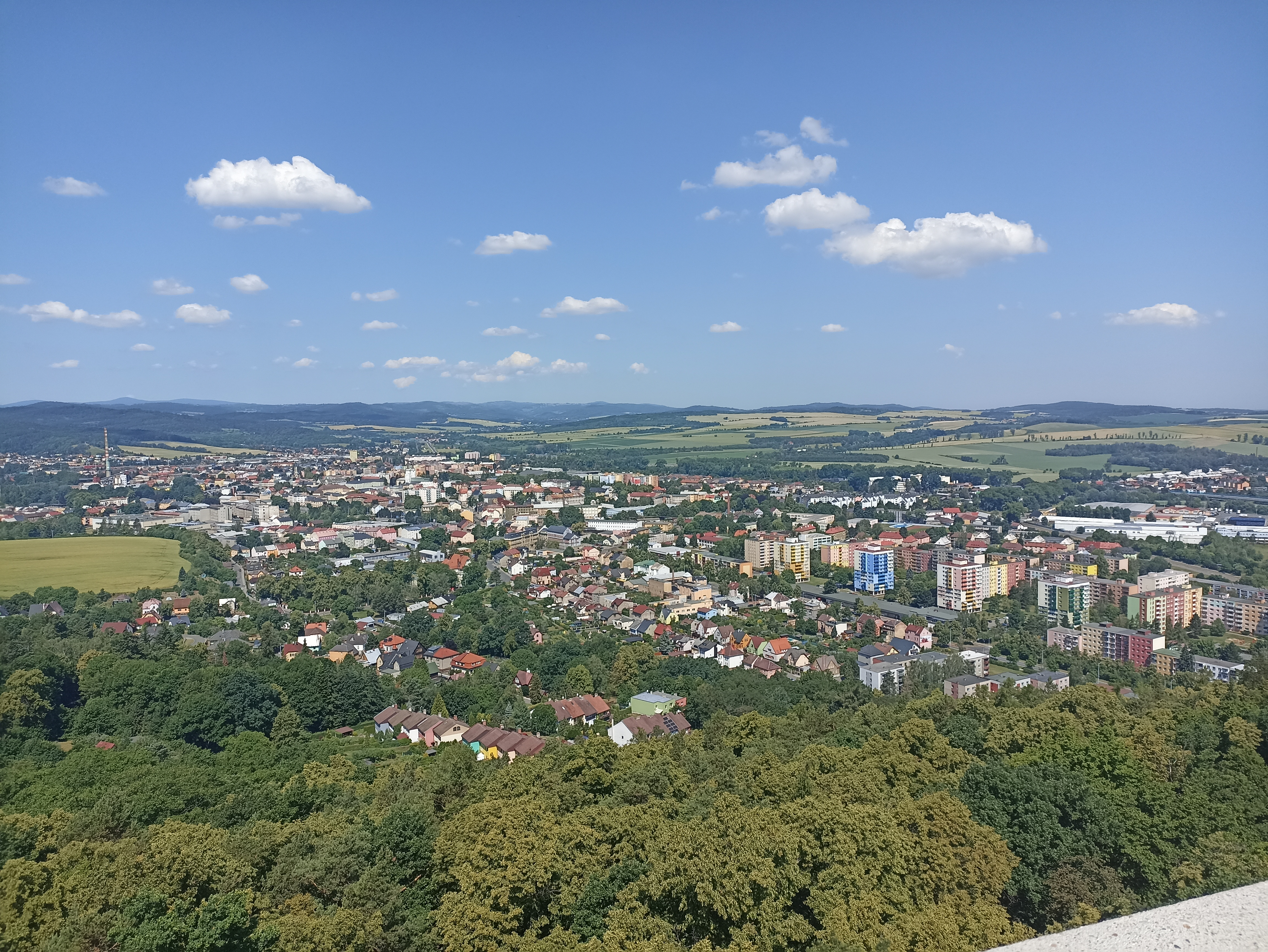
Město z rozhledny na Cvilíně
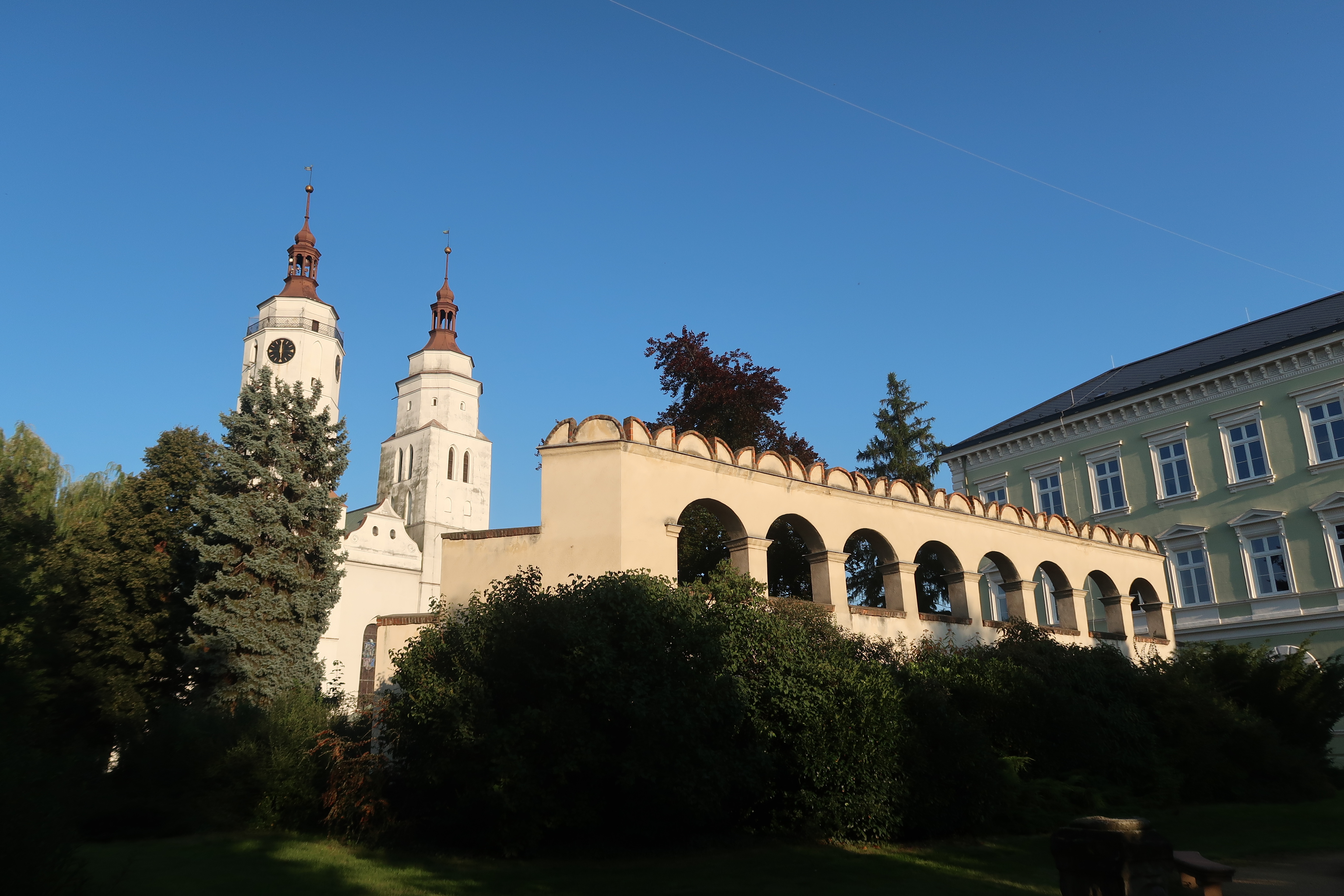
Kostel sv. Martina, Švédská zeď a gymnázium
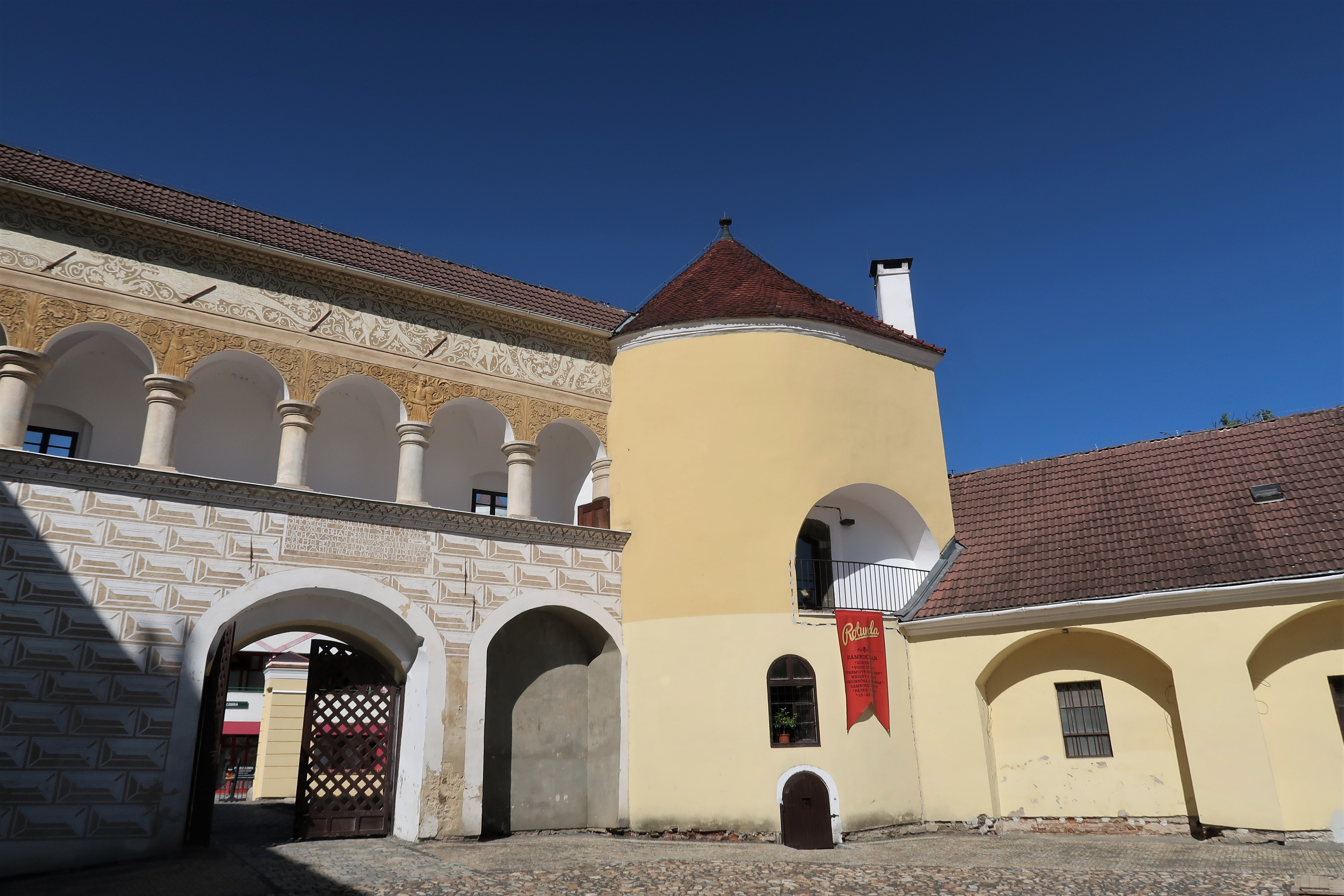
Nádvoří zámku
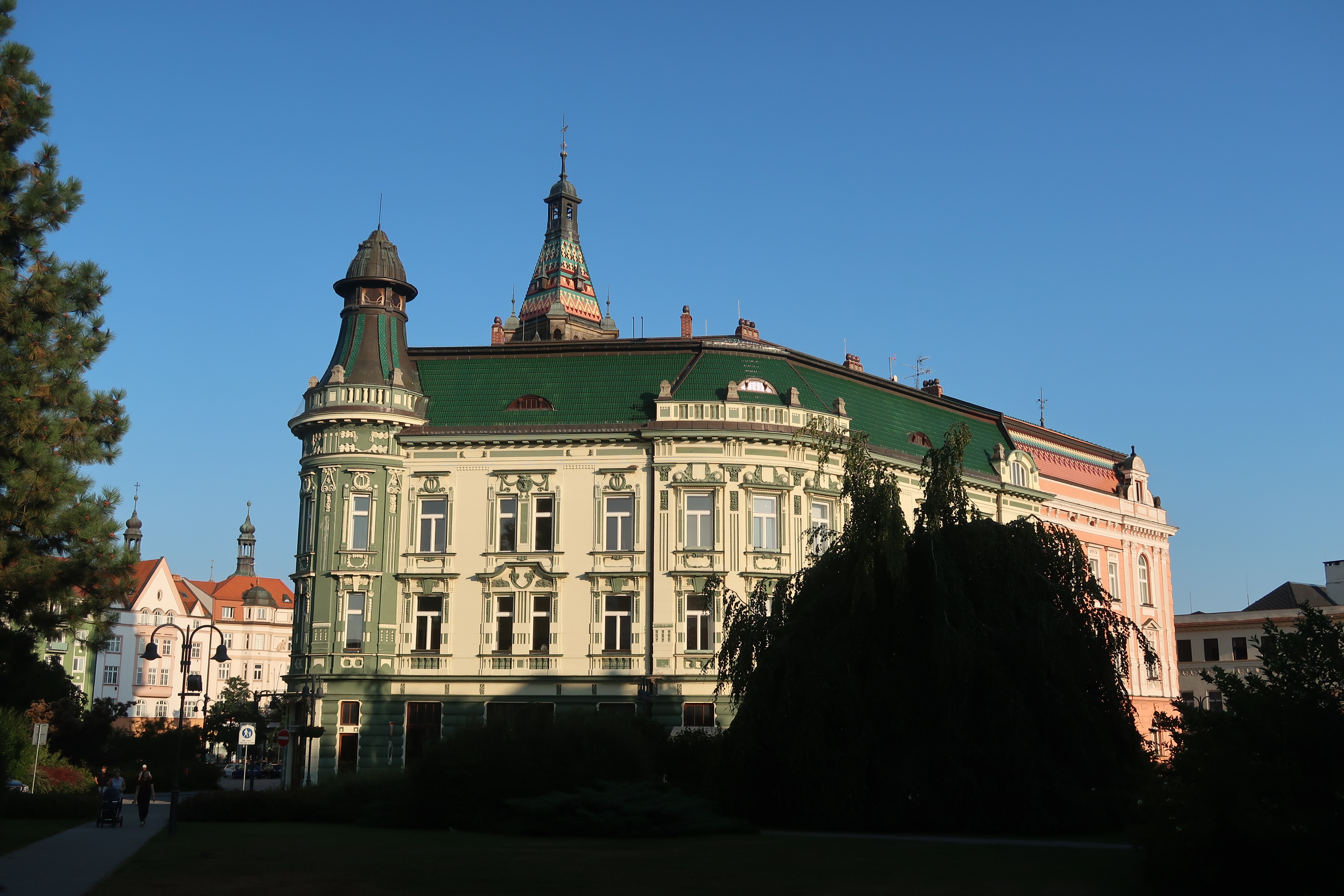
Hlavní náměstí, zadní část budov spořitelny a radnice
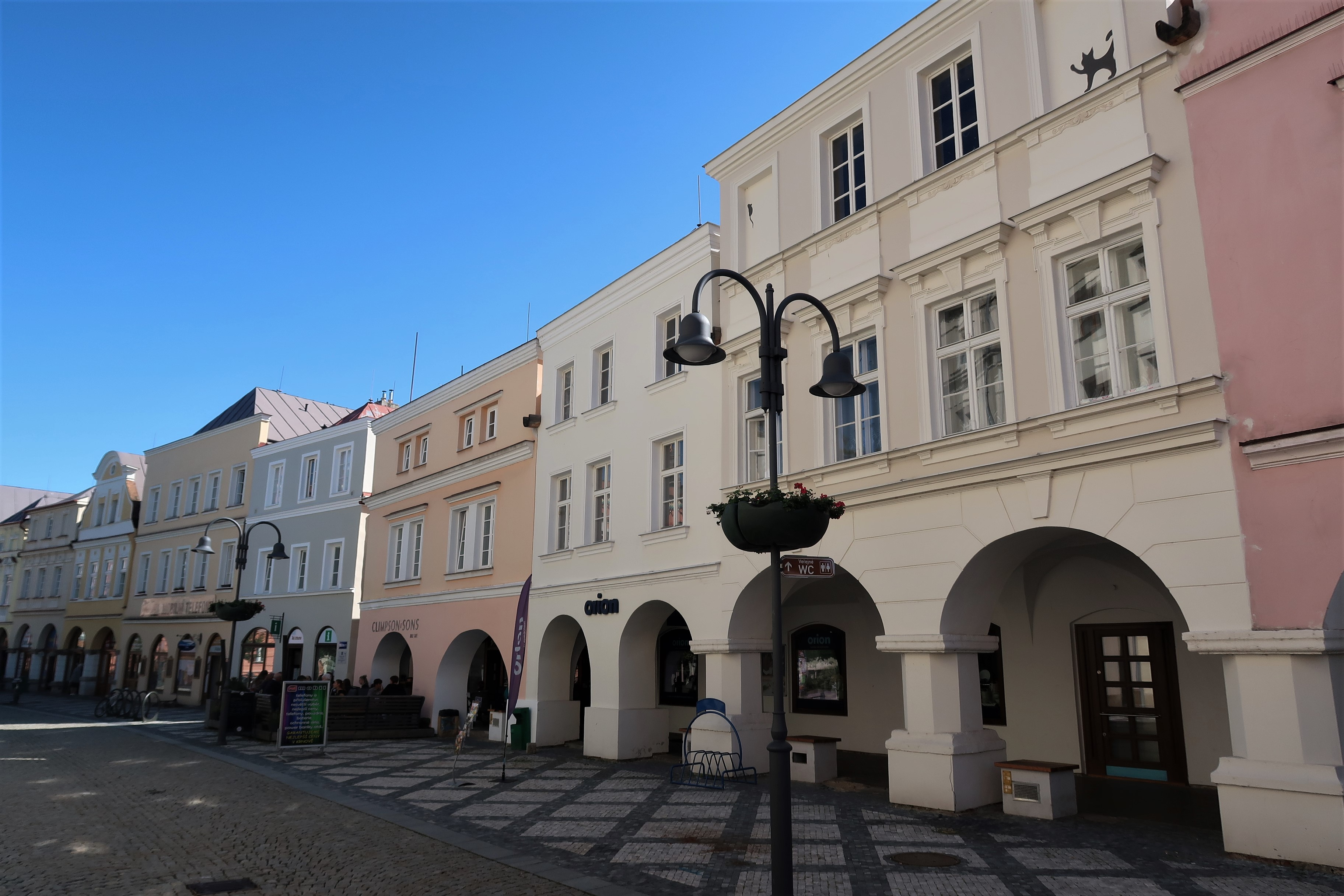
Hlavní náměstí, jižní část
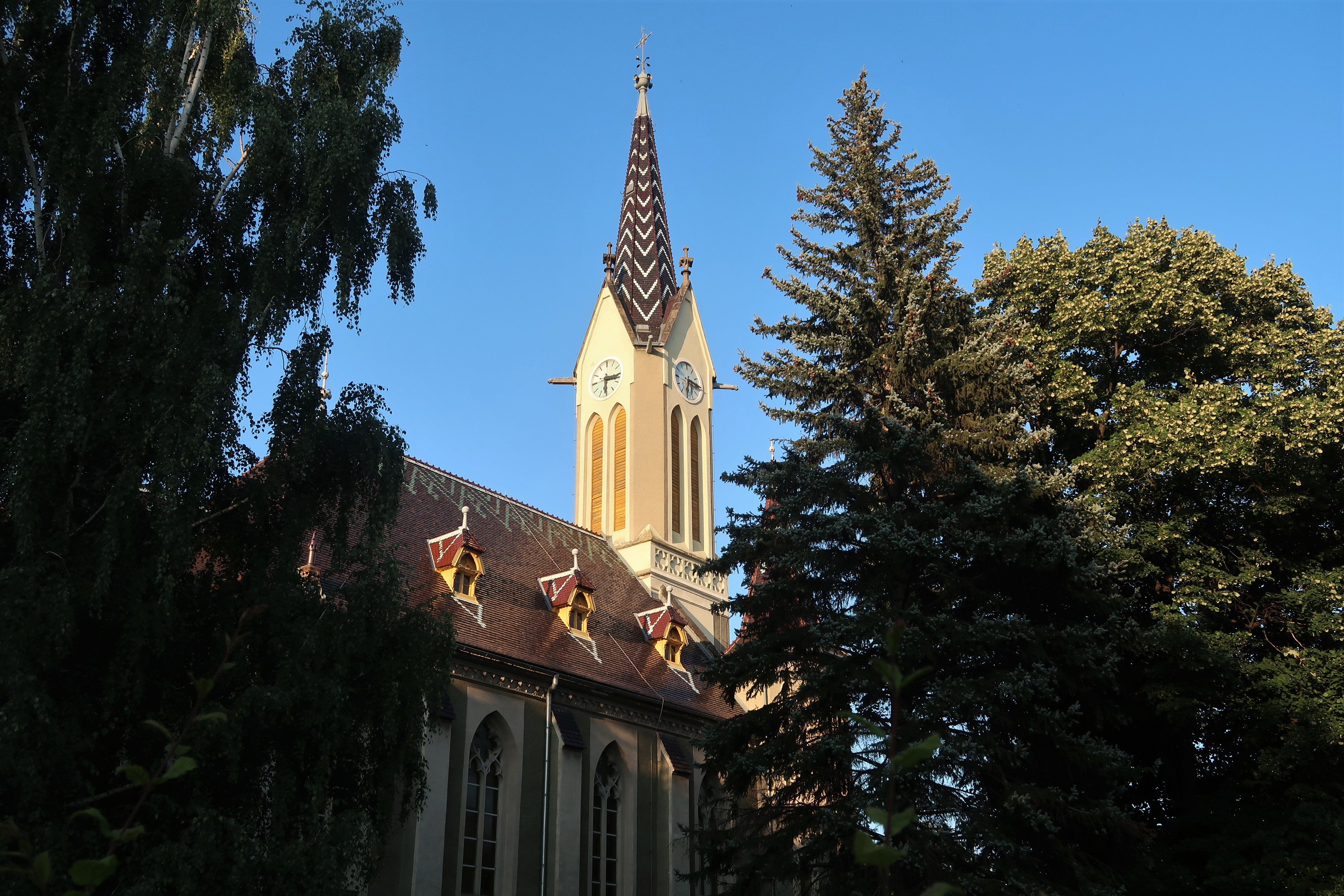
Evangelický kostel (1901–1903) na Husově náměstí
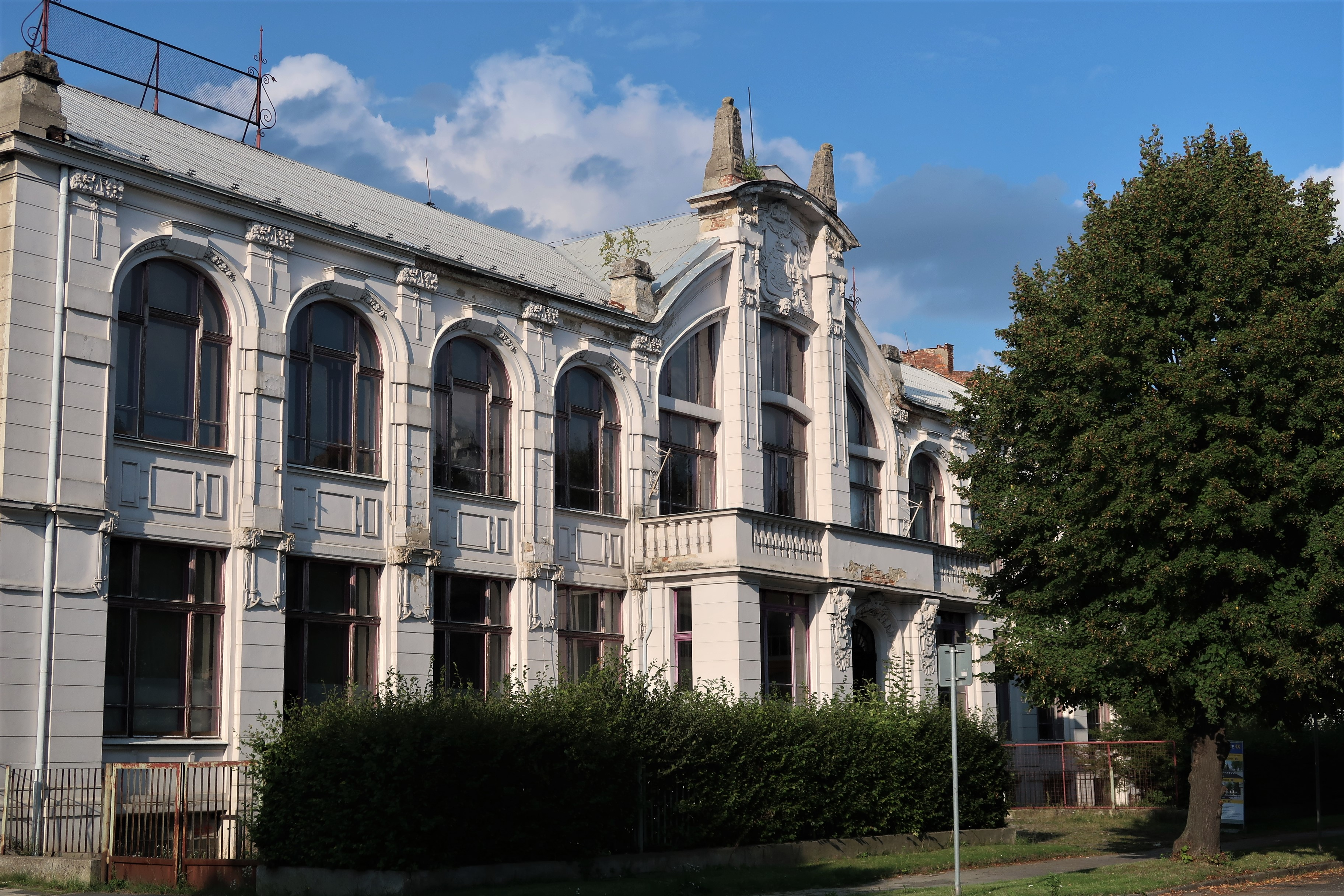
Palác Silesia (1907–1908) v Mikulášské ulici
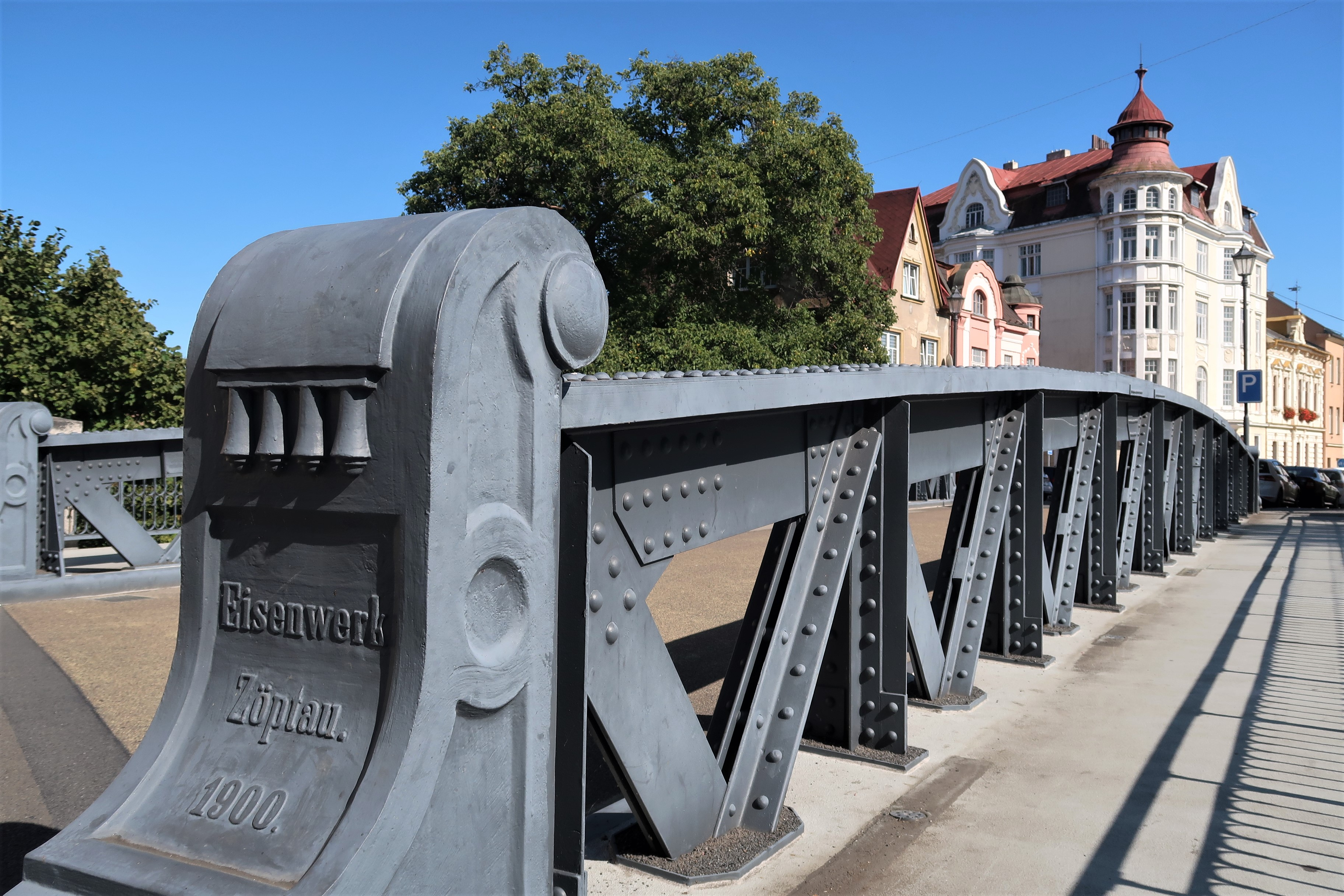
Nýtovaný most přes řeku Opavu v Opavské ulici
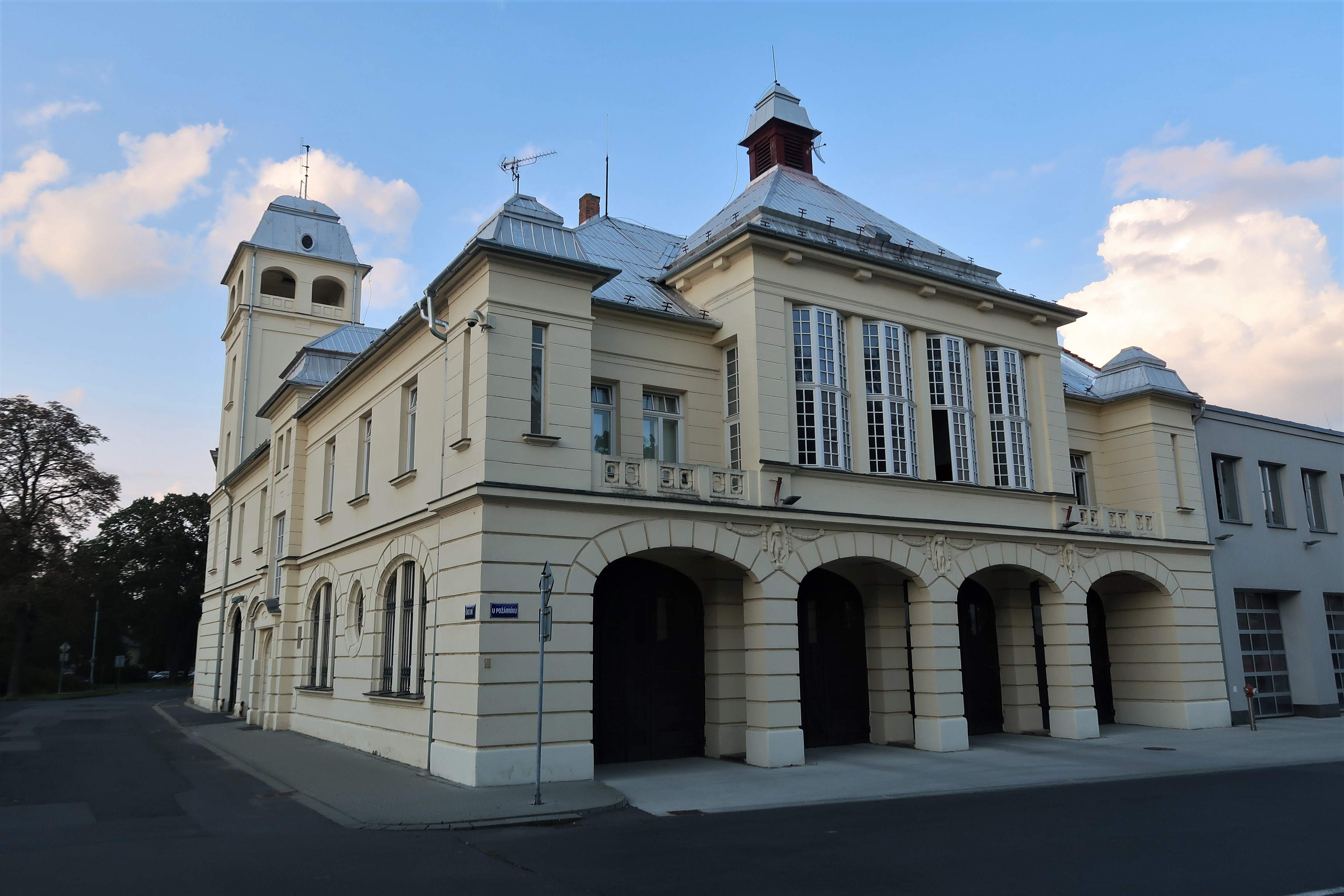
Hasičská zbrojnice (1916) v ulici U Požárníků
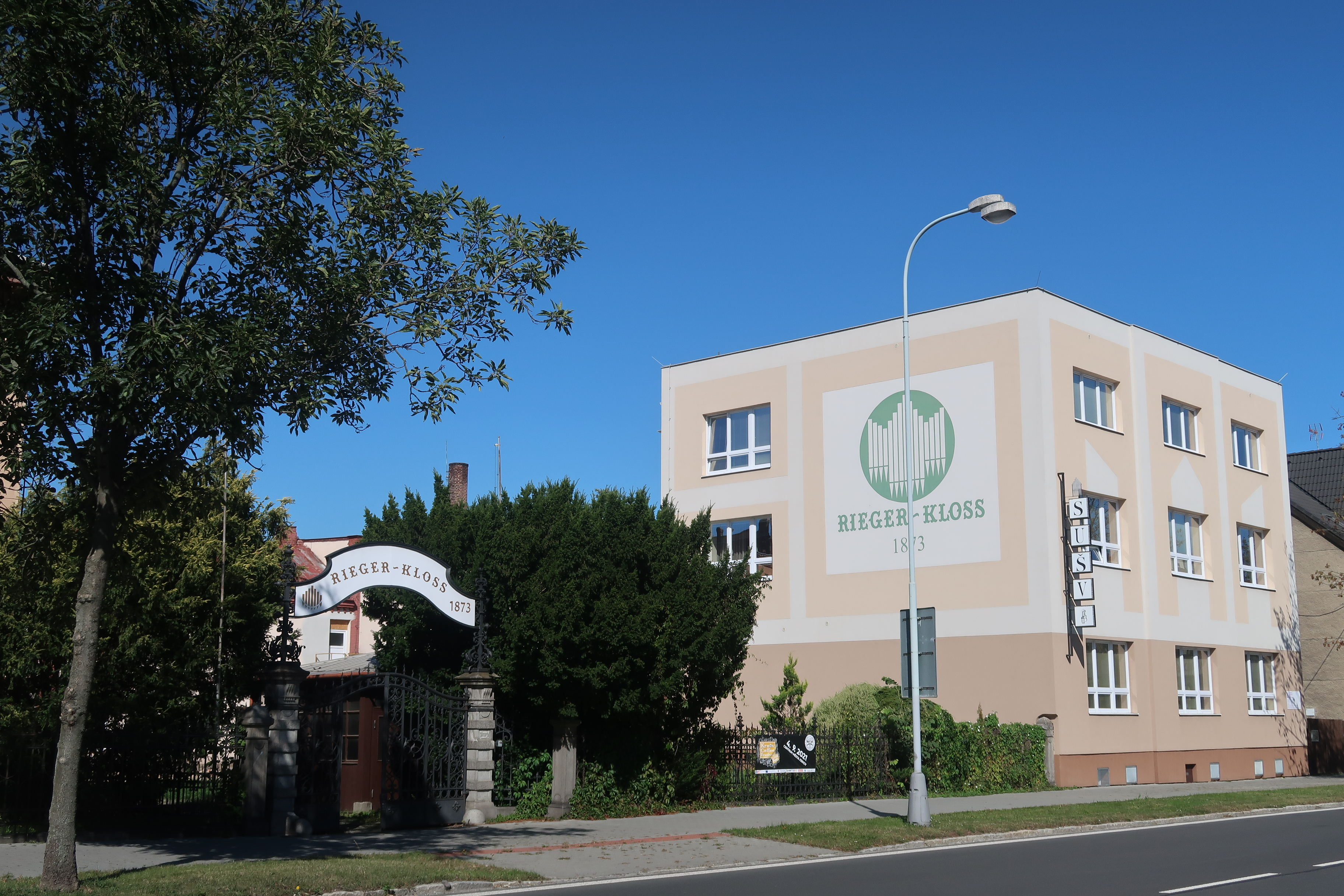
Střední umělecká škola varhanářská s branou do továrny Rieger-Kloss
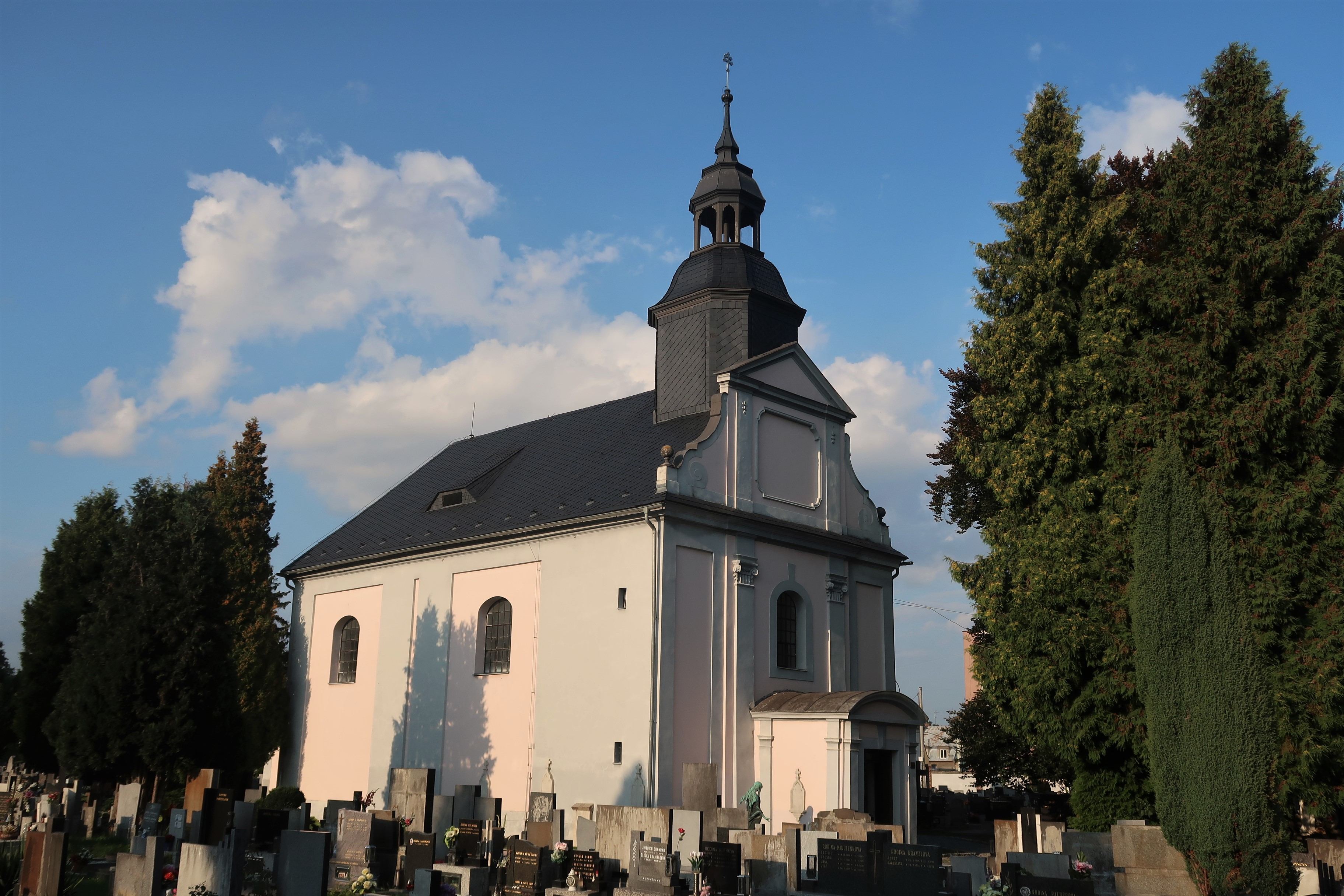
Hřbitovní kostel Povýšení sv. Kříže
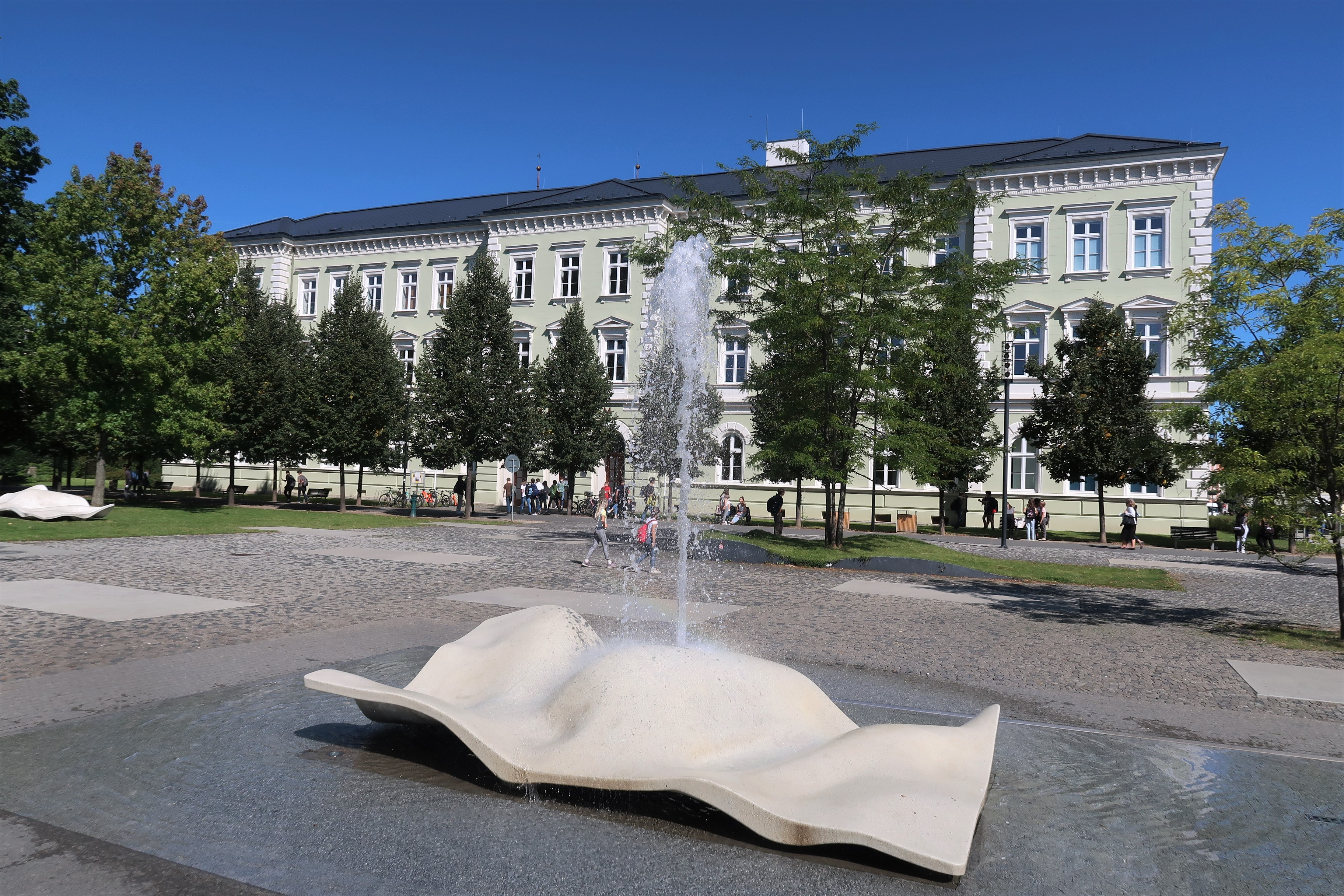
Gymnázium (1877) na náměstí Hrdinů
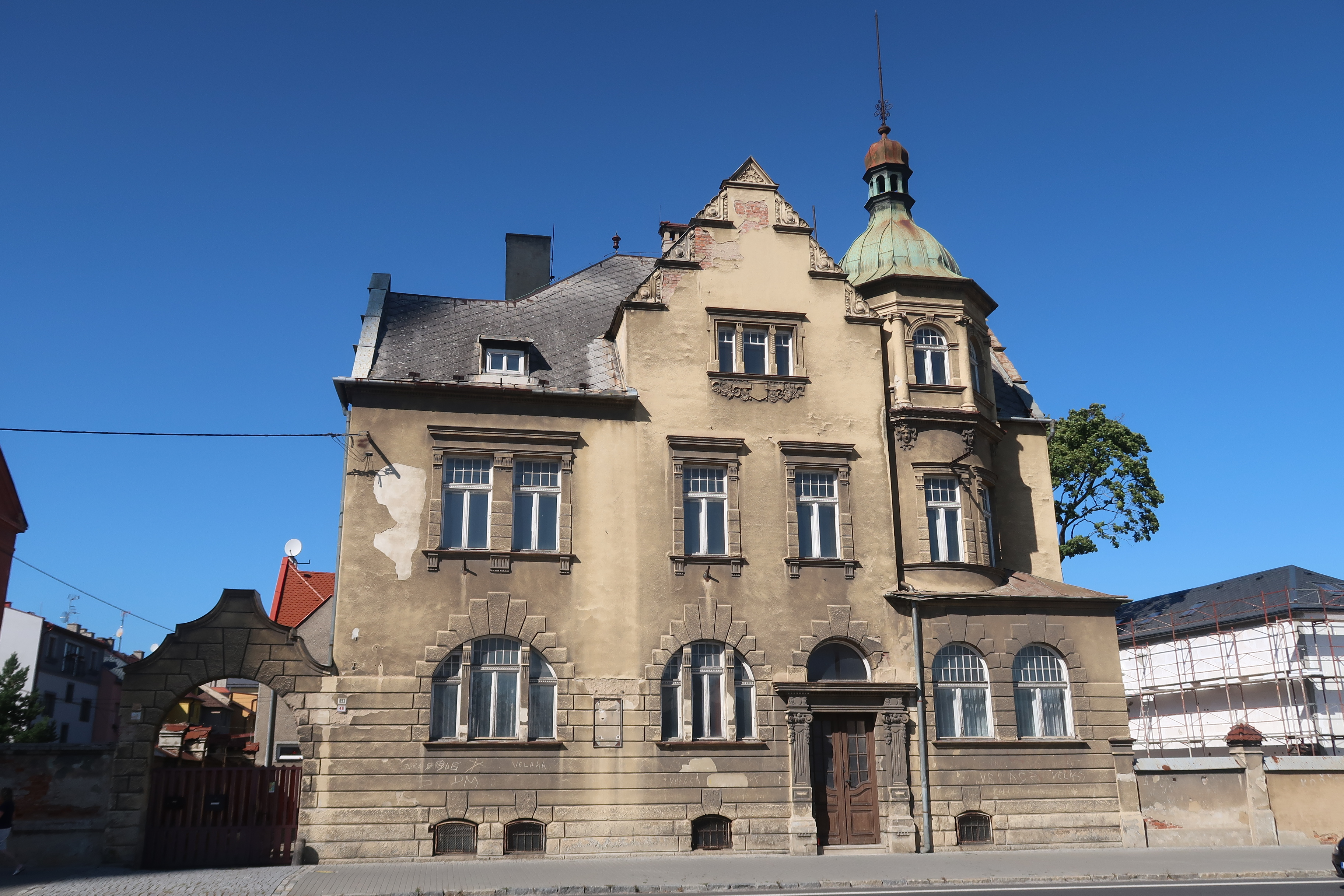
Bellakova vila (1903) v Revoluční ulici
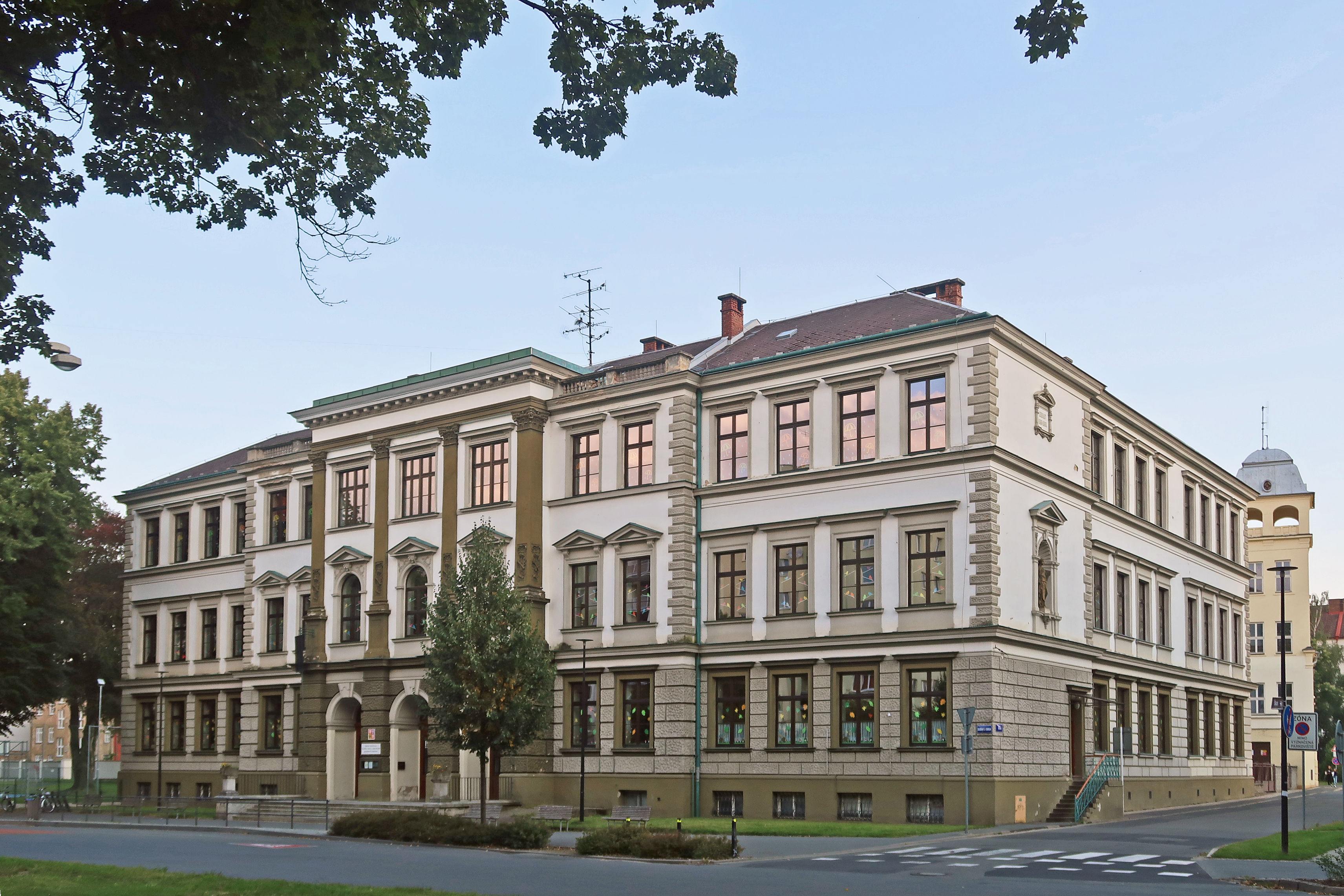
Základní škola na ulici Dvořákův okruh (postavena 1891–1893)
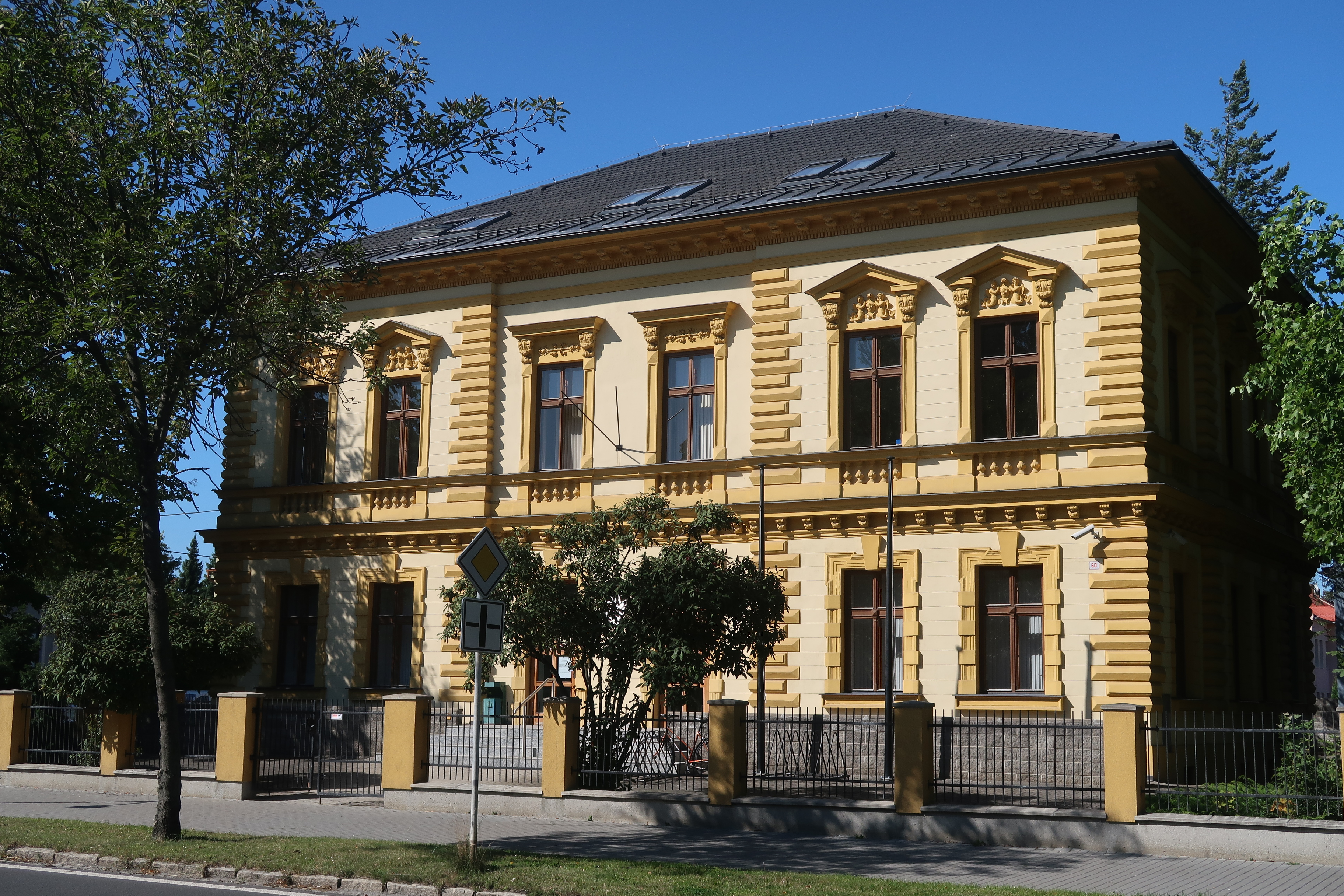
Pobočka okresního soudu v Bruntále v Revoluční ulici
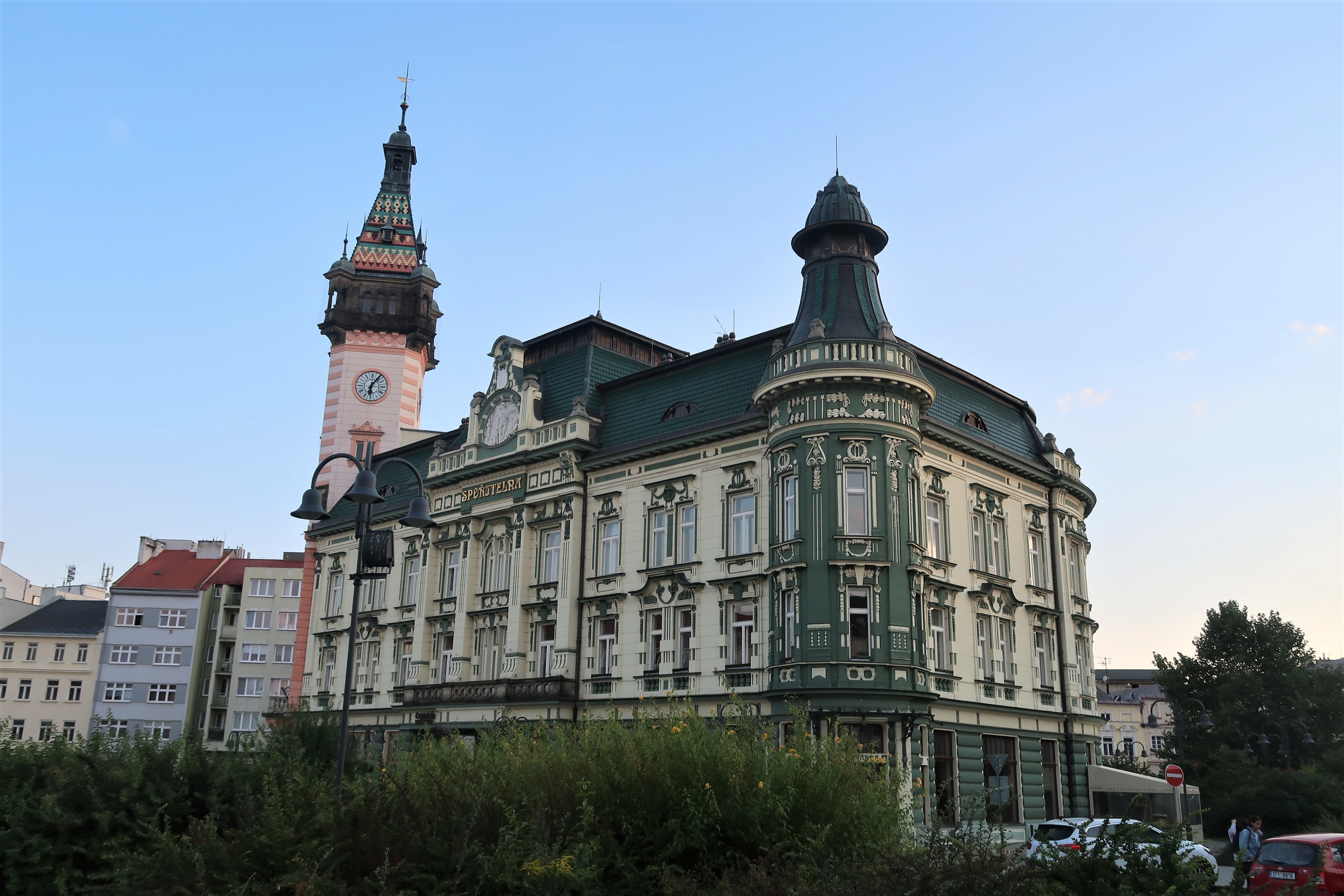
Hlavní náměstí se spořitelnou a radnicí
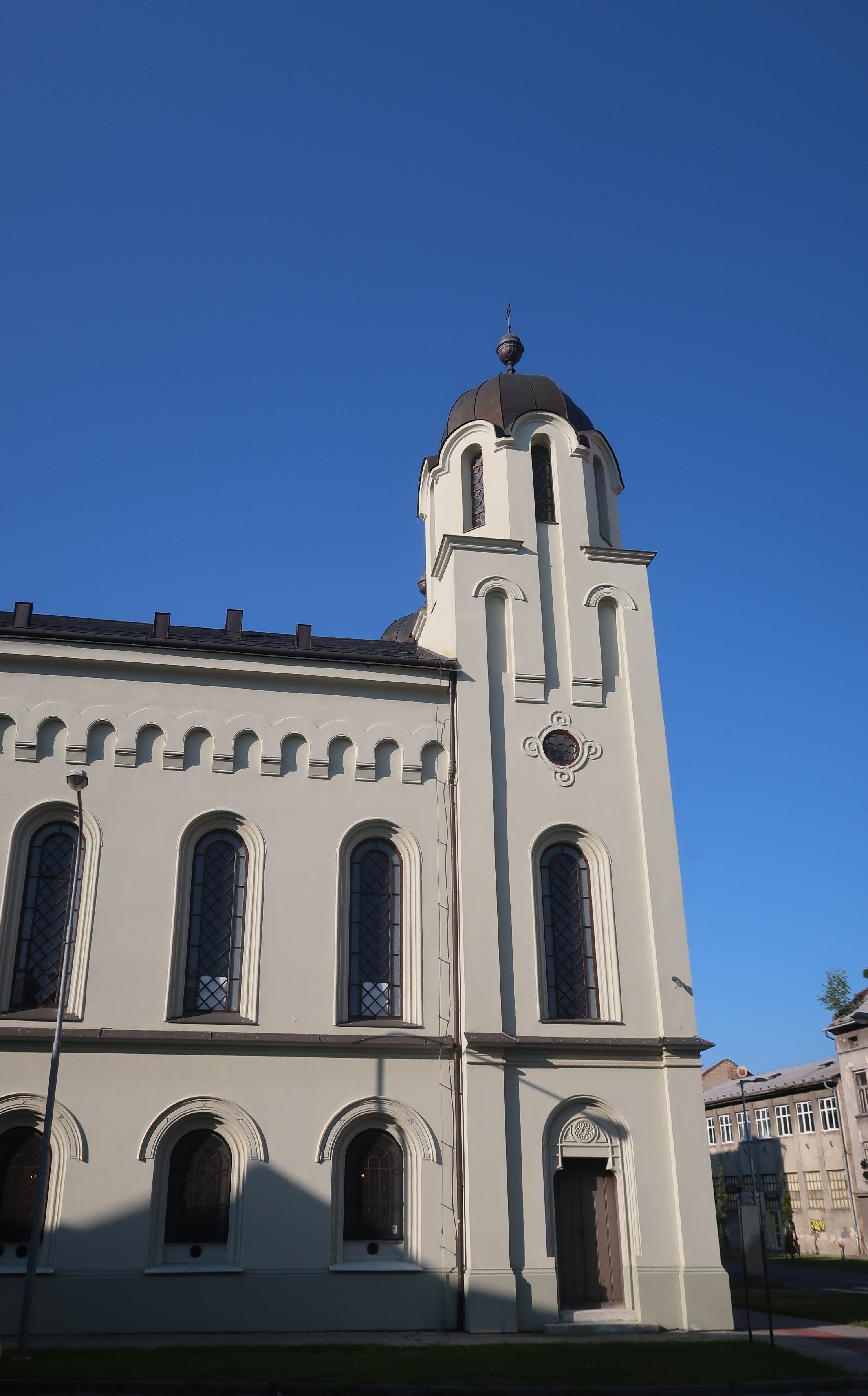
Synagoga v Krnově
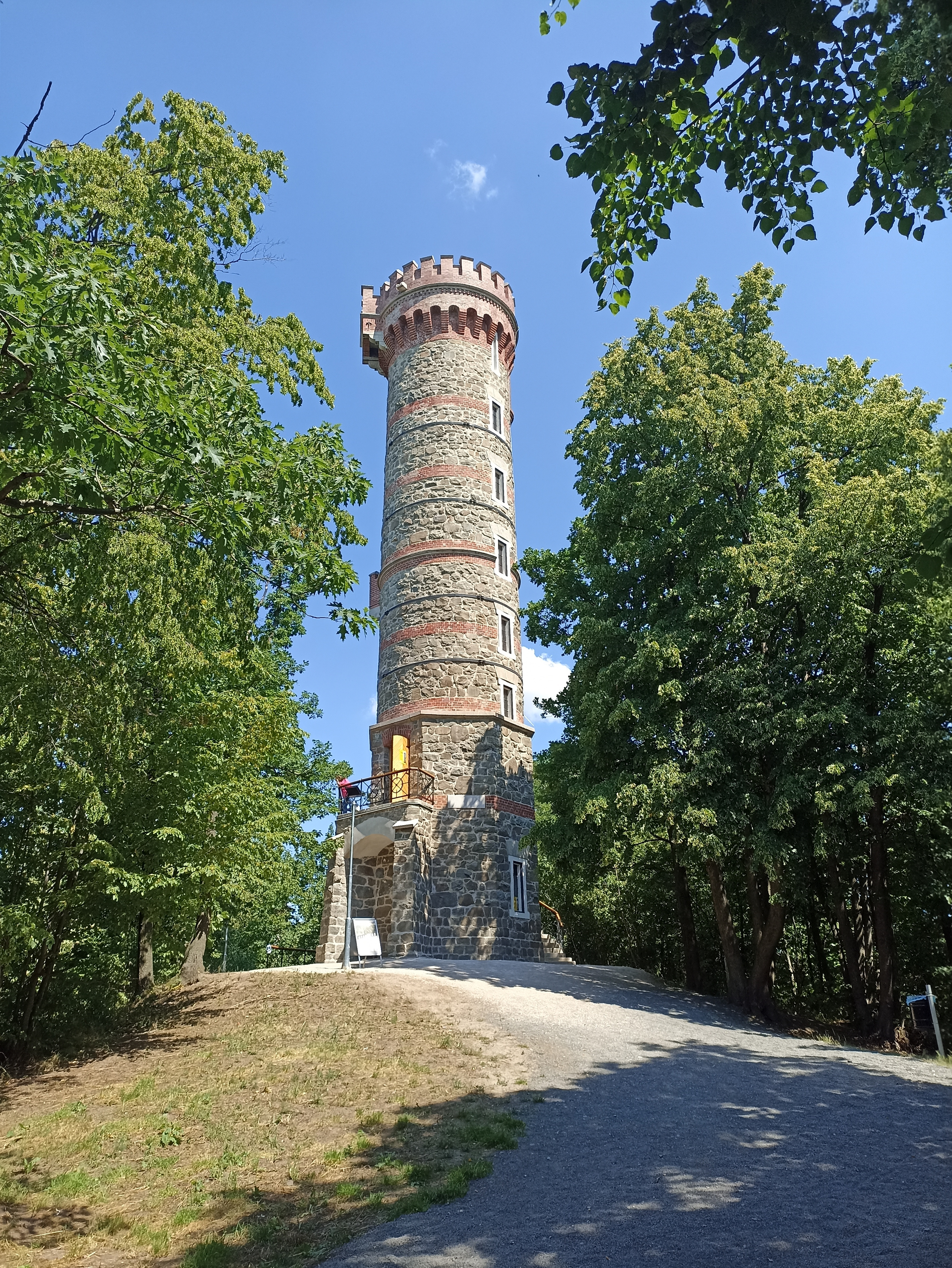
Rozhledna na Cvilíně
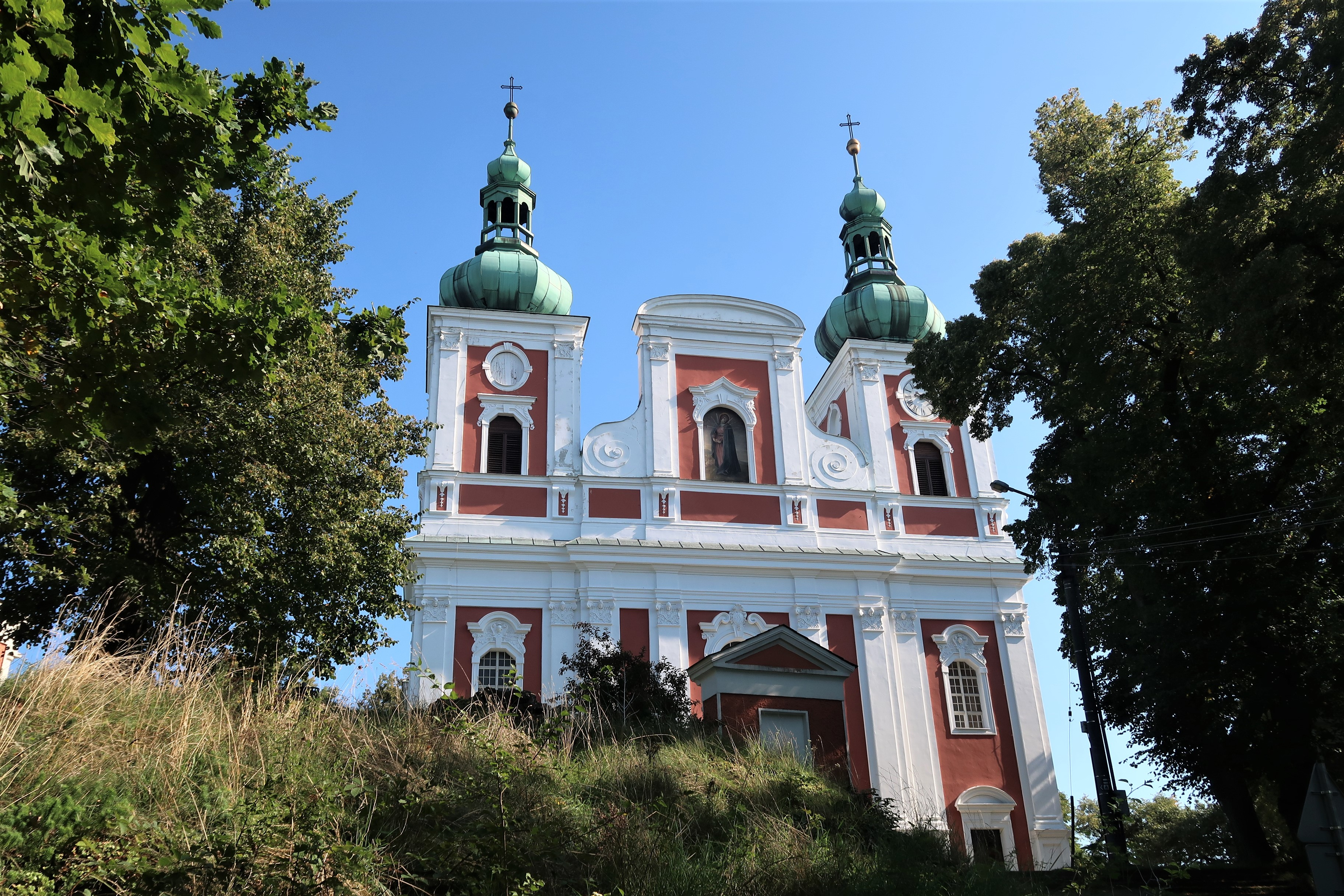
Poutní kostel Panny Marie Sedmibolestné na Cvilíně
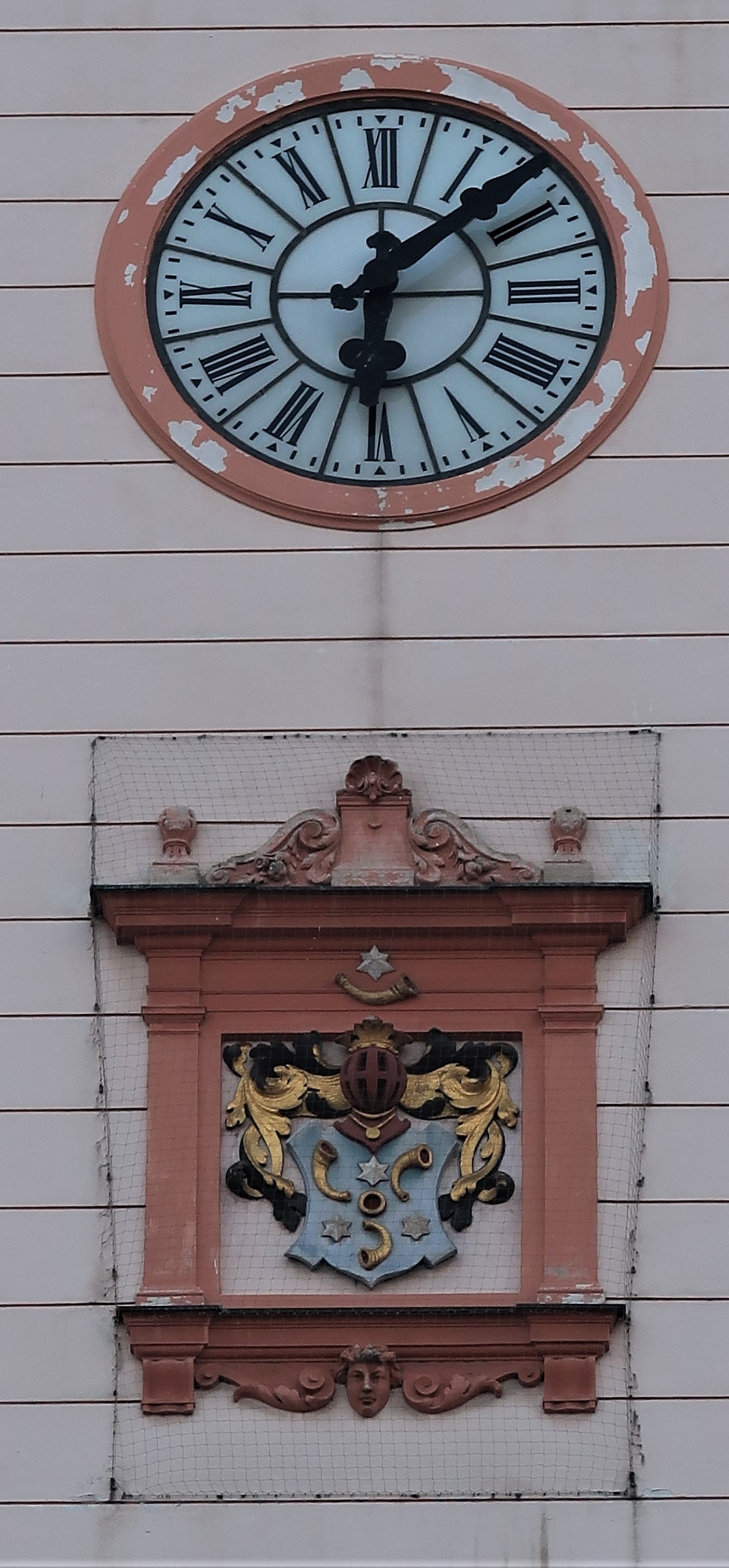
Městský znak na radniční věži
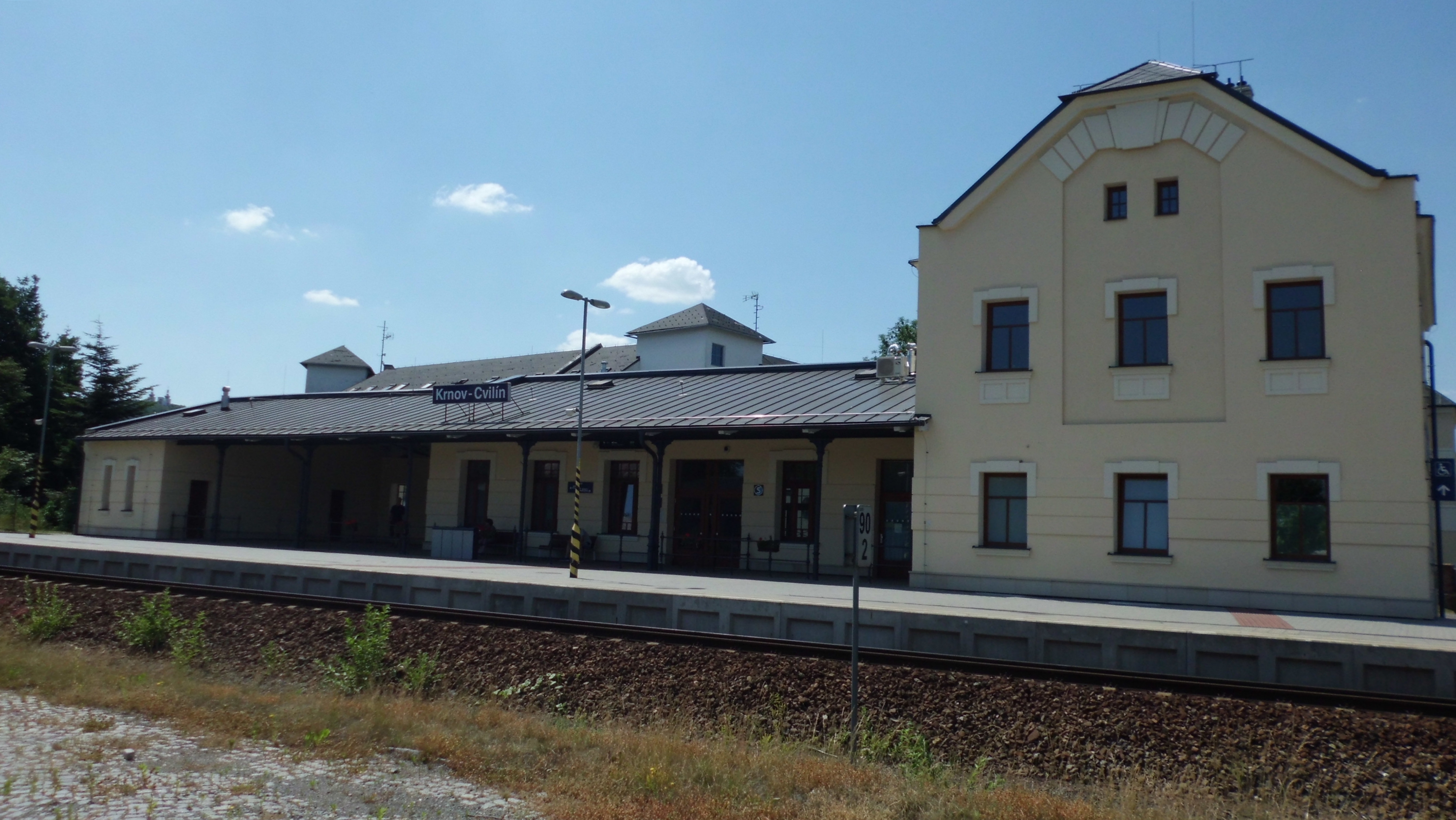
železniční zastávka Krnov-Cvilín
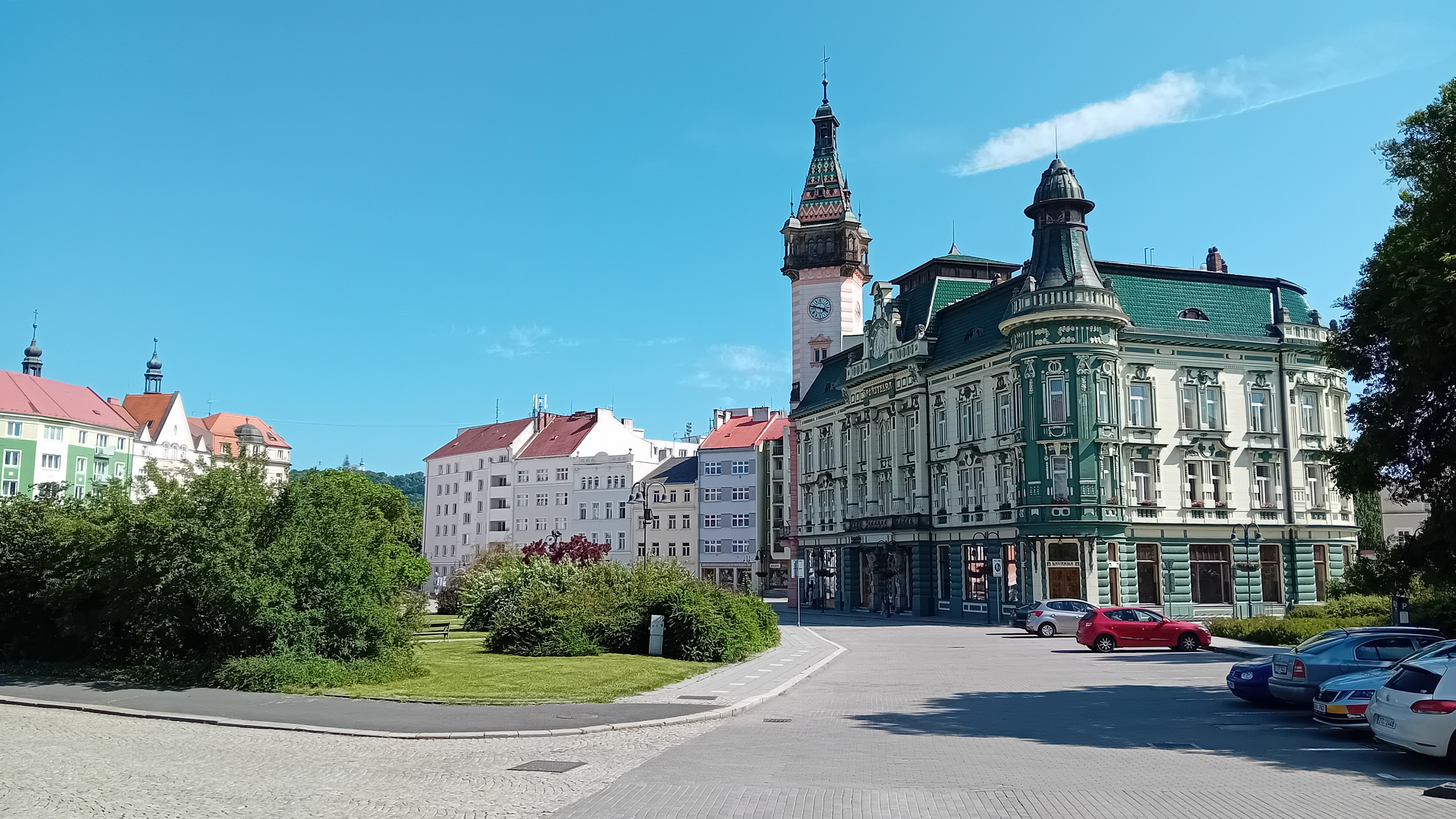
část Hlavního náměstí